# Histoire du terrorisme palestinien

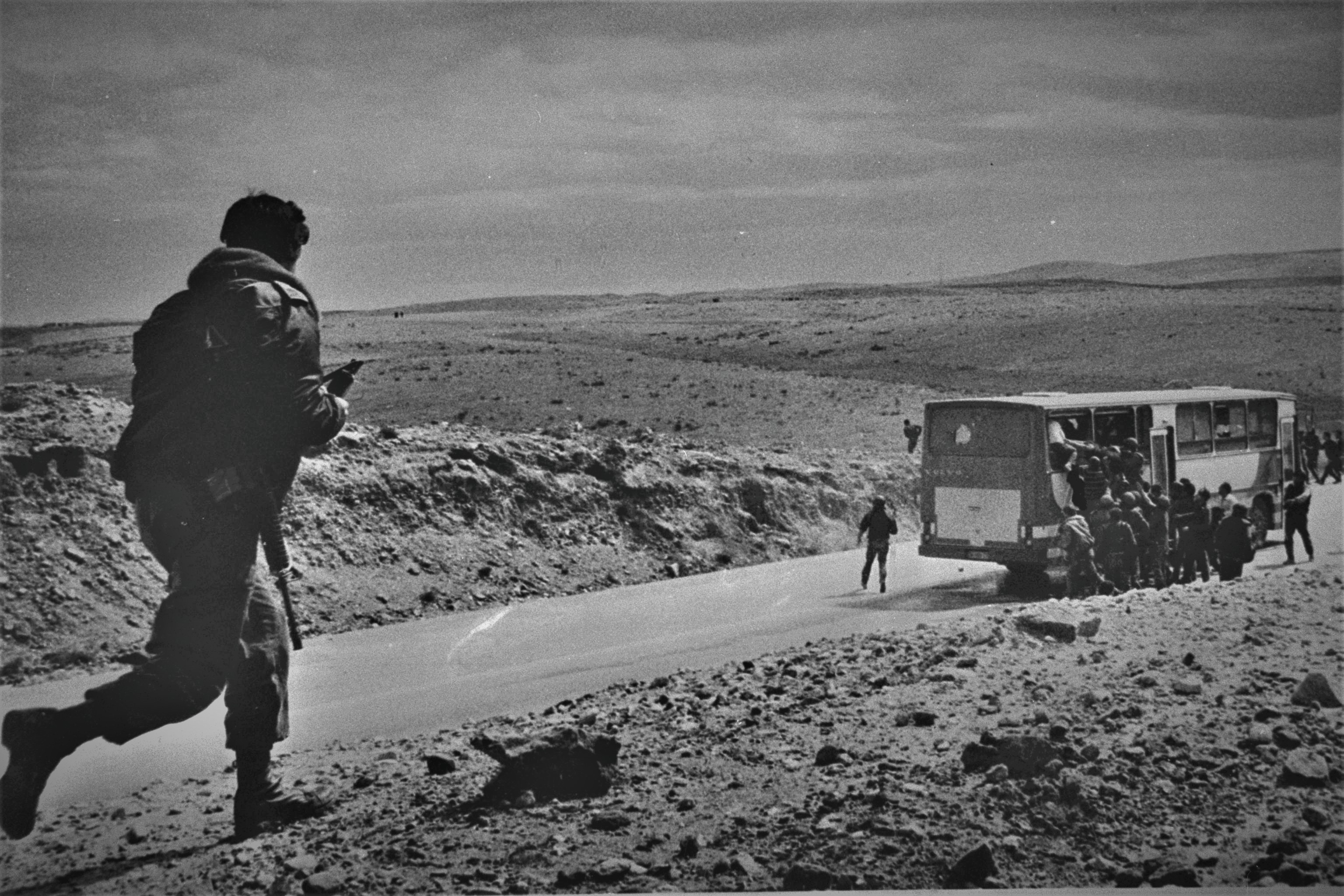
Scène de l'« attaque du bus des mères » le 7 mars 1988. Prise d'otage et exécution de passagers du bus par l'OLP

L'histoire du terrorisme palestinien débute lorsque les groupes palestiniens locaux attaquent la population juive du Yichouv, en opposition aux aspirations du sionisme. De 1949 à 1956, les fedayin commettent des attentats dans le cadre du conflit israélo-arabe. Depuis 1965, une nouvelle période de terrorisme voit le jour, avec des attentats organisés par des groupes palestiniens, au nom de la « libération de la Palestine » ainsi que pour créer un État palestinien. L'attaque de l'aqueduc national d'Israël le 1er janvier 1965, marque le début du terrorisme palestinien contemporain. Le terrorisme palestinien ne devient notoire dans les médias occidentaux qu'à la fin des années soixante, à l'occasion d'actes de piraterie et de prise d'otages,. À partir de 1968, il se traduit par le détournement d'avions civils, des prises d'otages, des attaques contre différentes infrastructures et des attentats. Durant la seconde intifada, il prend la forme d'attentats, dont des attentats-suicides, contre des cibles civiles et militaires. Le Hamas et le Jihad islamique, sont les deux organisations islamistes palestiniennes les plus actives dans le terrorisme aujourd'hui.

## Contexte

### Développement de l'hostilité antijuive sous l'Empire ottoman
Durant la période ottomane, des Juifs fuyant les persécutions et les expulsions chrétiennes continuent d'immigrer dans la région de la Palestine, malgré parfois des mauvais traitements par les dirigeants musulmans. La tolérance aux Juifs, avec le statut de dhimmi, variait en fonctions des localités, et en fonction des périodes. Des taxes spéciales leur étaient appliquées, ceux-ci ne pouvaient pas porter d'armes pour l'autodéfense, les synagogues devaient être plus petites que les mosquées et des cas de massacres ainsi que de conversions forcées sont attestés. Comme exemple notable, lors de la révolte paysanne en 1834, un massacre à Hébron et un massacre à Safed sont commis.
Durant la seconde moitié du XIXe siècle, les Juifs forment une majorité de la population de la ville de Jérusalem. Face à la croissance de la population, ils construisent des agglomérations en dehors des murs de la vieille ville, non sans hostilité arabe. Dès la création de Méa Shéarim en 1874, les nouveaux habitants juifs sont immédiatement attaqués, un juif est tué et d'autres sont blessés, semant la panique parmi la population juive.
De 1880 à 1914, plus de 60 000 Juifs fuyant les persécutions de l'Europe de l'Est, immigrent et s'installent sur des terres en friche, des dunes et des marais qu'ils assèchent et transforment en terrains agricoles. Le mouvement sioniste achète également des terrains à des propriétaires ottomans, arabes, ou européens à des prix de plus en plus exorbitants. Les Ottomans refusent cette immigration ne souhaitant pas un nouveau problème national (comme celui bulgare ou arménien) et l'arrivée de sujets européens (et les implications politiques que cela peut engendrer vis-à-vis de l'Europe). Notamment, les missions consulaires européennes jouaient un rôle dans l'assistance aux juifs de la région. Gudrun Krämer (en) exclut des motivations antijuives dans cette décision. Les Ottomans avancent officiellement que ces migrants étant pauvres ajoutent à la misère locale et posent un problème à l'ordre public alors que des fanatiques chrétiens s'en prennent déjà à eux à Jérusalem, dont certains sont tués durant Pâques, selon eux. Les ports seront ainsi interdits aux migrants juifs de l'Est et une mesure interdisant l'achat de terres par les Juifs est ensuite passée. Cependant en 1888, face à des pressions diplomatiques, ils permettent l'arrivée de migrants juifs qui ne viennent pas « en masse ». Les Arabes connaissant la politique ottomane de restriction, se joignent à cette attitude : certains dénoncent aux autorités des activités interdites de construction, et le nombre d'incidents de vols, d'intrusions sur les propriétés juives et d'agressions physiques augmentent. En mai 1900, seuls les immigrants musulmans sont permis dans le moutassarifat de Jérusalem, mais ces mesures sont difficilement appliquées par les Ottomans. Le gouverneur de Tibériade permet par exemple aux Juifs de s'armer face à des attaques arabes. Les villages de Juifs ashkénazes étaient confrontés à des « incidents » avec les villageois arabes avoisinants et à des actes de pillages récurrents,. Dès les années 1880, les frictions entre Juifs et Arabes se focalisent sur des problématiques principalement agricoles. Alors que la plupart parviennent à coopérer, des disputes entre villages se terminent parfois violemment. À la suite d'un incident à Petah Tikva, des fellahin ratissent le village, et tuent une femme juive. Haïm Hissin du mouvement Bilou, témoigne de « petites querelles »  avec les voisins arabes à Hadera.
En 1901, la situation de la minorité juive se normalise : elle bénéficie des mêmes droits que les autres sujets de l'Empire et peut aussi acheter des terres.
C'est vers la fin du XIXe siècle que la condition des Juifs se détériore dans le monde musulman, avec l'antisémitisme importé d'Europe et avec l'opposition au nationalisme juif. L'un des faits marquants est l'apprentissage aux enfants arabes musulmans de jeter des pierres sur les Juifs. De plus, la région connaît de nombreux conflits sectaires, et avec l'augmentation de la population juive, elle se retrouve également, une partie dans ces affrontements locaux et tensions sociales. La période voit également, une augmentation des incursions bédouines violentes depuis le désert du Neguev jusqu'à la plaine côtière, en particulier alors que l'Empire est engagé dans la guerre avec la Russie en 1877.

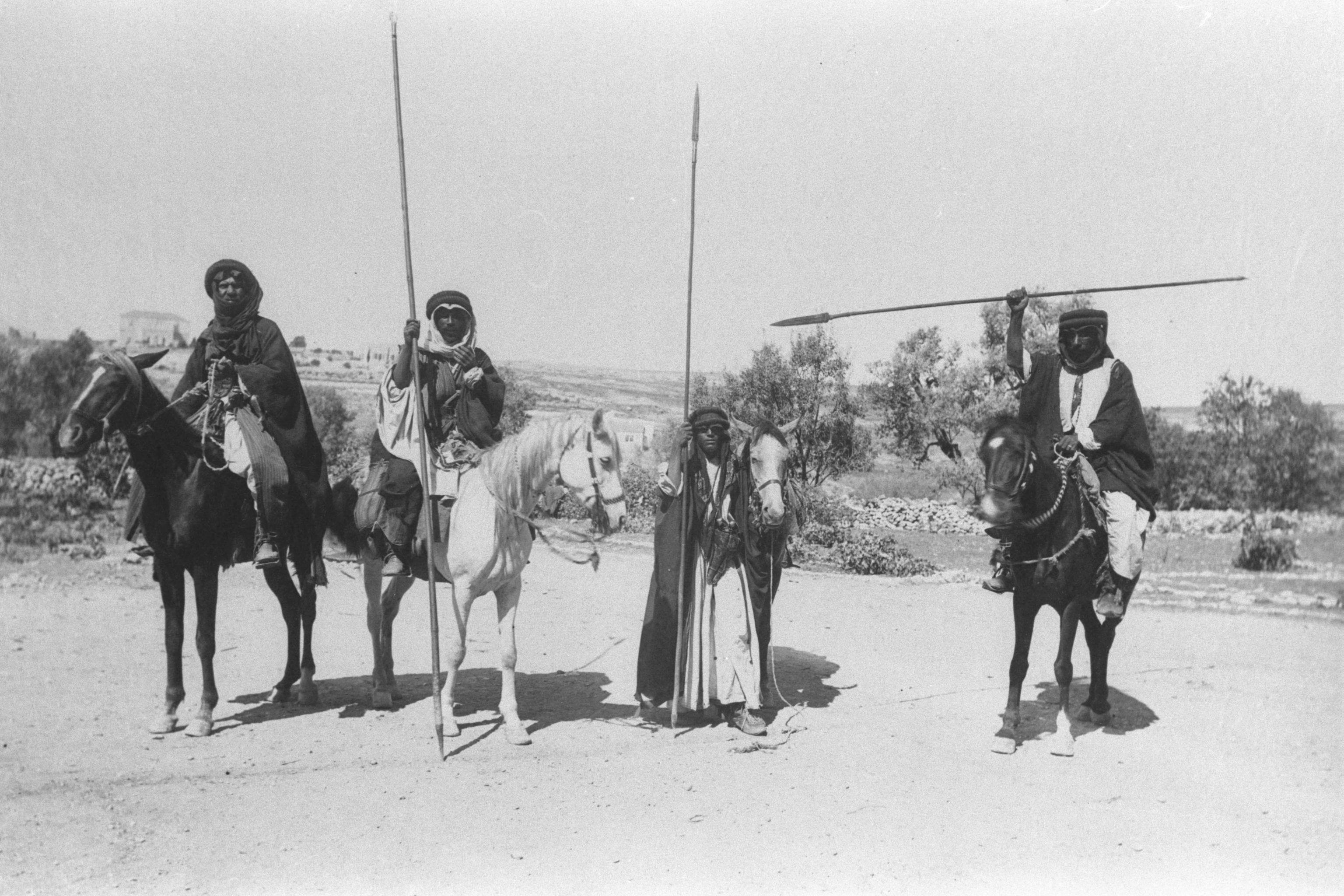
Exemple de combattants bédouins, qui font des razzias sur les plaines côtières durant la période ottomane

Au début du XXe siècle, l'agitation antijuive prend de l'importance et des jeunes de Jaffa s'en prennent fréquemment aux Juifs de la ville. Certains représentants arabes incitent leurs populations à commettre des actes de violence contre les Juifs. En 1908, un premier affrontement éclate à Jaffa, que les Juifs décrivent alors comme un pogrom, 13 Juifs sont  grièvement blessés. Arthur Ruppin considère quant à lui l'événement comme exceptionnel, alors que la relation avec les Arabes était « pacifique ». Cet événement coïncide avec une augmentation des conflits générés par les nombreux immigrants musulmans de la plaine côtière. Ces derniers vivaient dans la pauvreté et certains mènent des violences ou s'organisent en bandes de brigands. Dans le cas de Tibériade, six Juifs sont tués de 1909 à 1911, sans que les autorités ottomanes ne recherchent les meurtriers, témoignant d'une certaine impunité pour les tueurs arabes . En réaction, l'organisation de défense Hashomer est formée en 1909. Degania est victime de raids bédouins et le 22 novembre 1913, un jeune homme de 18 ans est tué lors d'une attaque haineuse, alors qu'il transportait des médicaments. Lors de l'attaque il parvient à tuer l'un de ses assaillants, et en rétribution ceux-ci assassinent aléatoirement un habitant de Kinneret.
À la fin de l'Empire, alors que le pouvoir ottoman s'affaiblit, l'hostilité antijuive connaît une augmentation. Des journaux arabes critiquent l'immigration juive dès 1908 et des groupes antisionistes sont formés en 1914. Des thèses complotistes et des commentaires antisémites sont également publiés dans certains journaux, comme dans le journal chrétien Filastin, ainsi que diverses piques antijuives. Les villages juifs sont quant à eux, fréquemment la cible d'attaques et de pillages. Les attaques font partie d'un manque général de l'application de la loi et de l'ordre sur l'ensemble du territoire, néanmoins les Juifs ayant immigré depuis l'Europe sont une cible particulière du fait qu'ils sont parfois perçus comme des étrangers, qui ne partagent pas la langue et la culture arabe.
Selon Neville Mandel, c'est en 1911, que la violence se généralise contre l'ensemble des Juifs du Yichouv. Deux Juifs sont tués en 1912 et trois l'année suivante. En 1914, les attaques deviennent fréquentes. Mandel discerne trois causes aux réactions antisionistes chez les Arabes entre 1909 et 1914 : du fait de leur adhésion à l'Empire ottoman, du fait du développement d'un patriotisme local et du fait de l'idéologie panarabe.

### Période du nationalisme arabe sous le mandat britannique

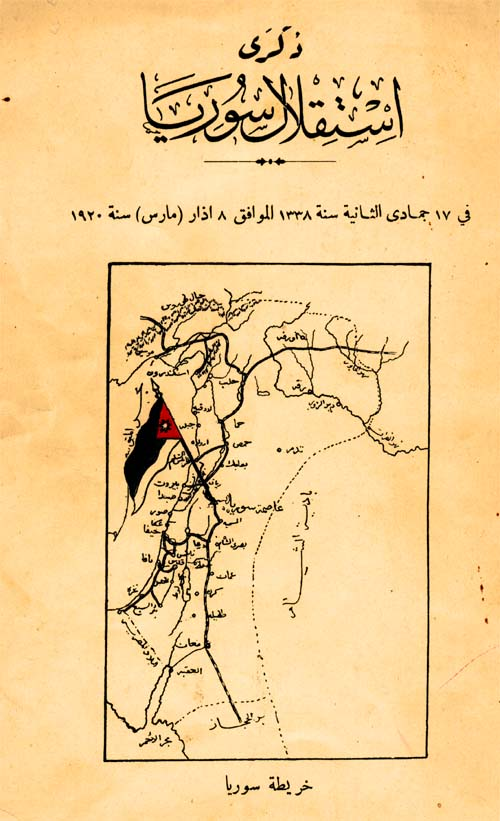
Territoire revendiqué par les nationalistes arabes en 1919 : refusant la séparation de la Palestine de la Syrie

Avec la victoire britannique sur l'Empire ottoman, plus de dix millions d'Arabes se retrouvent sous les autorités françaises et britanniques. L'Arabie saoudite est formée et signe des accords économiques avec les britanniques et le reste des territoires mandataires gagnent l'indépendance progressivement comme l'Irak en 1932, la Syrie en 1943, le Liban en 1944 ou la Jordanie en 1946. Les accords Sykes-Picot poussent un certain nombre de familles arabes a adopter une perspective pan-islamiste et nationaliste arabe. Certains nationalistes arabes rejettent la nouvelle administration britannique, avec un sentiment « anti-européen et anti-chrétien ». Le territoire de la Palestine est quant à lui prévu par les occidentaux pour accueillir le « foyer national juif » (sans objections d'Hussein ben Ali lors des négociations avec les Britanniques ). La Déclaration Balfour de 1917 reconnaît de jure cette décision qui sera reconnue en 1920 par les grandes puissances de l'époque. Les Arabes de Palestine ne sont pas consultés pour différentes raisons : ayant combattu contre les Alliés et n'étant pas une entité reconnue ou souveraine du territoire. Après la guerre, de nouvelles organisations politiques sont créées par la nouvelle génération arabe, défendant le panarabisme (Grande Syrie) et rejetant les projets britanniques. Les traités et arrangements conduisent à la radicalisation du monde arabe, ainsi que de la population arabe de la Palestine. Dès 1920, des manifestations contre la séparation du mandat de la Syrie éclatent et des attaques se produisent contre les Britanniques. Néanmoins les réactions de violences ne se matérialisent pas en révolte, comme ce fut le cas en Irak. La population arabe est bien informée de la situation politique, et des inquiétudes se font savoir quant à la population juive grandissante. L'une des réactions est la formation de sociétés secrètes. Les annales arabes reprennent cette année comme l'« année de la catastrophe » (Am al-Nakba).
Haj Amin al-Husseini, figure religieuse et dirigeant antisioniste encourage l'hostilité contre les Juifs. Il s'oppose également au progrès que les Juifs apportent, comme étant un danger pour la culture arabe et s'oppose à la modernité chez les Juifs, par exemple il déplore « les filles juives qui courent en short démoralisent notre jeunesse par leur simple présence ». Influencé par son maître, Muhammad Rashid Rida, il souhaite tout comme Hassan el-Banna une « renaissance islamique ». Il aurait déclaré déjà en 1918, que « les sionistes seront massacrés jusqu'au dernier homme ».
Le 4-5 avril 1920, durant les révoltes à Jérusalem, des affiches sont placardées sur les murs de la vieille ville incitant à la violence : « Tuez les Juifs. Il n'y a pas de punition pour le meurtre de Juifs ». Après les massacres, al-Husseini est condamné à dix ans de prison, mais en 1921, le gouverneur britannique Herbert Samuel tente de l'amadouer et le nomme comme mufti de Jérusalem. al-Husseini à la tête du Conseil suprême musulman choisit des professeurs et des prêcheurs islamiques hostiles aux Juifs et il répand en particulier la rumeur selon laquelle les Juifs viseraient à « détruire la mosquée al-Aqsa pour reconstruire le temple ». Avant la révolte de 1929, al-Husseini et d'autres prédicateurs islamiques incitent à nouveau aux violences : « celui qui tue un juif est assuré d'une place au paradis ».
En réaction Haïm Weizmann estime que l'hostilité arabe est par essence économique, plutôt que politique. Le Ahdut ha-Avodah, tente de consolider les relations arabo-juives à travers une « solidarité ouvrière » tout comme l'organisation socialiste ha-Po'el haTza'ir qui prône une coexistence. À noter qu'en 1920, l'organisation Muslim National Associations est créée pour contrer l'antisionisme, considérant le peuple juif comme un peuple ami.
En octobre 1929, le « gang de la main verte » est formé et harcèle par des attaques armées les communautés juives de Galilée, jusqu'à son élimination par les forces britanniques en été 1930.
En outre, des migrants musulmans peuplent la région au début du mandat,, et se voient renforcés par 50 000 migrants supplémentaires depuis les régions avoisinantes durant la période mandataire. Ceux-ci se concentraient dans des villes, comme Haïfa, et étaient des travailleurs salariés, vivant souvent dans des huttes. Dans les années 1930, le nombre trop important de migrants et une récession économique, mènent nombre d'entre eux à vivre dans la misère et provoquent de l'agitation parfois violente. Izz al-Din al-Qassam, alors une importante figure religieuse à Haïfa, exploite la situation en tissant des liens avec ces derniers, et y recrute les combattants de son jihad.
Dès les années 1920, le cheikh al-Qassam instillait un sentiment de jihad contre l'autorité française en Syrie, avant de s'enfuir à Haïfa et y prêcher le jihad. Des activités terroristes sont menées à Haïfa et en Galilée sous son commandement. En 1930, il obtient une fatwa du mufti de Damas, contre les Britanniques et les Juifs. Il lance alors sa milice dans des attaques terroristes contre les villages juifs. Des activités terroristes sont menées à Haïfa et en Galilée sous son commandement. En 1930, il obtient une fatwa du mufti de Damas, contre les Britanniques et les Juifs.

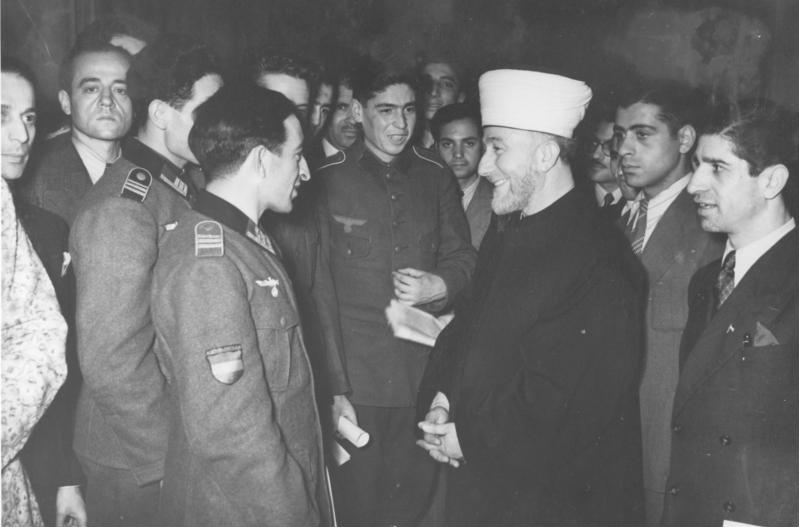
Haj Amin al-Husseini, principale figure du nationalisme arabe de Palestine, avec des volontaires SS musulmans en décembre 1942

Pour Bernard Lewis, al-Husseini cherche dès le 31 mars 1933 à détruire le Yichouv, mais également à créer une alliance avec l'Allemagne nazie contre les Juifs.
Après la mort de al-Qassam, Haj Amin al-Husseini maintient le financement de la milice et par la suite incite également ses fidèles à mener un jihad contre les Juifs,. Il forme ainsi sa propre milice jihadiste Jaych al-Jihad al-Mouqaddas. Durant la même période, la traduction en arabe du livre antisémite Les Protocoles des Sages de Sion et la publication de propagande antijuive dans des journaux arabes, renforcent l'hostilité anti-juive. Haj Amin al-Husseini reprendra progressivement les thèses antisémites européennes dans son jihad
En octobre 1933, durant une grève générale, des Arabes attaquent les Juifs à Haïfa, utilisant des armes à feu et de la dynamite à grande échelle. Face aux violences arabes, les autorités britanniques proposent notamment des plans de partage du territoire, tout comme les représentants sionistes, sans que ceux-ci ne soient jugés favorablement par les représentants des parties arabes concernées.
À noter que durant les événements de 1933, des Arabes en faveur d'une réconciliation avec les Juifs, sont les cibles d'assassinats, ainsi que des Arabes modérés ou des policiers arabes. Fawzi Darwish al-Husseini et Fahmi Taha, qui entretiennent de bonnes relations avec les Juifs, sont assassinés par des adeptes d'al-Husseini.
Durant cette période, des perspectives radicales progressent au sein de la population arabe. La période voit aussi la formation des premières structures politiques arabes, comme le Parti Istiqlal (panarabe) puis le Parti de la défense nationale (pro-britannique) qui sera sujet à une campagne d'assassinats. Pour Yosef Gorny : « Celles-ci étaient nouvelles, non pas dans leur antisionisme ou leur tendance à la violence, mais dans leur forte opposition à la domination britannique et leur vision du terrorisme comme une arme dans la lutte contre les Juifs et les Britanniques ».
Dans le Yichouv, Haïm Weizmann, perçoit les violences arabes de 1935-1936 comme étant « un phénomène artificiel suscité par les effendis corrompus, qui exploitaient le peuple à leurs propres fins ». La direction du Yichouv est partagée entre différentes approches sur le problème, et adopte des positions conciliatrices. Par exemple Haïm Arlosorov propose une approche bolchevique, Moshe Beilinson un fédéralisme pour rassurer les inquiétudes arabes tandis que Katzenelson qui perçoit la révolte comme « du fascisme, de l'impérialisme et de l'hitlérisme arabe soutenu par des gouvernements intéressés », opte pour un rapprochement direct entre paysans juifs et paysans arabes.
En janvier 1935, al-Husseini publie une fatwa, décrivant la Palestine mandataire comme « terre islamique », interdisant la vente de terres à des Juifs et condamnant les « comportements immoraux », engageant un processus d'islamisation de la société arabe.
Au sein de la confrérie des frères musulmans, est créée l'« organisation secrète », dirigée par Salah Achmaoui. Sous la couverture du scoutisme pour dissimuler aux autorités britanniques ses fonctions, elle devient rapidement une structure armée, qui participera à la Grande révolte arabe de 1936 sous Hajj Amin al-Husseini, puis à l'invasion des armées arabes de 1948. Les Frères musulmans acquièrent ainsi de l'expérience paramilitaire durant ces conflits.
Les militants d'Husseini étaient galvanisés au jihad et citaient Ibn Tamiya et Ibn Wahhab, tout en se référant au combat contre les croisés. Durant la Grande révolte arabe, les Frères musulmans lancent une campagne de propagande en faveur des rebelles et « vantant le nazisme »,. La propagande djihadiste accuse les Juifs d'être derrière tous les maux sociaux. Matthias Küntzel note qu'au début de la Grande révolte arabe, en 1936 : « les tracts et les signes arabes sur les murs étaient marqués du symbole nazi, bien en évidence ». En 1937, il dirige un groupe de jeunesse (Le jihad sacré), inspiré de la jeunesse hitlérienne. La révolte marque également la tentative d'al-Husseini d'en faire un conflit pan-islamique, demandant l'aide du monde musulman pour défendre les lieux saints islamiques et collectant des soutiens financiers.
En 1937, les autorités britanniques reconnaissent le Haut comité arabe et d'autres comités comme les responsables d'« une campagne organisée de terrorisme ». Le 13 octobre, al-Husseini s'enfuit du mandat et une vague de terreur s'ensuit. En 1941, il commande le jihad également contre les Britanniques, et ordonne que le combat soit mené jusqu'au dernier sioniste. En 1941, Husseini qui avait ordonné la guerre au nom de l'islam jusqu'au dernier juif, est expulsé du mandat. al-Husseini part en Irak et participe au coup d'État qui s'accompagne d'un massacre de Juifs. Il obtient l'asile en Allemagne nazie auprès d'Hitler, qui le surnomme le « Grossmufti », et entretient des contacts avec les responsables de la « solution finale », dont Eichmann, Ribbentrop et en particulier Himmler. Selon Simon Wiesenthal, il aurait également été en contact avec le commandant d'Auschwitz Rudolf Hoess, de Mauthausen Franz Ziereis, Theresienstadt Siegfried Seidl et Belsen Josef Kramer. Selon divers historiens, c'est durant cette période qu'il pense un plan d'extermination des Juifs, en particulier ceux de Palestine,. Selon l'analyse de David Motadel, dans l'ensemble, l'influence du Mufti sur les dirigeants du régime nazi semble avoir été « limitée ».
Le 26 novembre 1942, Haj Amin al-Husseini incite à la violence à la radio : « Massacrez les Juifs ! Leur sang versé plaît à Allah ! ». Il s'implique dans la Shoah des Balkans en recrutant avec Himmler des musulmans en Bosnie pour former l'unité SS 13 Handschar et d'Albanie dans la division SS Skanderberg, qui avec l'Arabisches Freiheitskorps, est active en Macédoine. Se rangeant du côté de l'Axe, il soutient les troupes nazies en Afrique du Nord (qui sont accompagnées de einsatzgruppen) et participe également au génocide des Juifs de Croatie et de Hongrie (notamment en recrutent des volontaires SS). Husseini déclare : « Les Allemands savent se débarrasser des Juifs… Ils ont définitivement résolu le problème juif ». Dans ses mémoires il affirmera avoir reçu l'approbation d'Hitler dans l'extermination des Juifs de Palestine et du monde arabe dans ce qu'il décrit comme « d'une manière conforme à nos aspirations nationales et raciales et selon les méthodes scientifiques innovées par l'Allemagne dans le traitement de ses Juifs ».
Dans un discours du 5 novembre 1943, al-Husseini réitère ses thèses antisémites.
al-Husseini tente de mobiliser les musulmans en formulent une théorie du complot se réfèrant à des « documents sionistes secrets » qu'il ne cite pas, et selon laquelle le mouvement sioniste serait une menace pour les lieux saints du Hajj : « Ils avaient prouvé que le Royaume d'Israël engloberait l'espace entre la Méditerranée et le golfe Persique. En plus de la Palestine [un tel royaume comprendrait] le Liban, la Syrie, la Transjordanie, l'Irak, une partie du Royaume d'Arabie saoudite et une partie du Royaume égyptien. Les Juifs mettent les lieux saints du Hajj en grand danger et volent aux Arabes et à l'Islam les fruits de leur terre, qu'ils ont défendue pendant treize siècles avec le sang de leurs martyrs. ».
Husseini justifie ses thèses antisémites en affirmant que les Juifs « tourmentent le monde depuis des siècles et sont l'ennemi des Arabes et de l'Islam ». al-Husseini continue dans sa diabolisation : « Ils vivaient comme une éponge parmi les peuples, suçaient leur sang, s'emparaient de leurs biens, portaient atteinte à leur moralité tout en revendiquant les droits des habitants locaux ». Il ajoute plusieurs stéréotypes sur les Juifs (« malveillant, mensonger et perfide», etc.) et justifie son rejet des plans de partitions de la Palestine qui mènent à la création d'un État juif, décrit comme « un grand danger pour toute l'humanité ». Pour al-Husseini : « C'est un coup de poignard sanglant au cœur de la patrie arabe ! L'établissement d'un Commonwealth juif en Palestine soumettrait les pays arabes et tous les pays du Moyen-Orient au danger de l'exploitation économique juive et à la conspiration juive mondiale ».
Ce dernier prêche de nombreuses fois au massacre des Juifs, dont à ses unités SS musulmanes dans une déclaration du 4 mai 1944 : « Tuez les Juifs tuez où que vous les trouviez… Cela plaît à Allah ». En juillet 1945, la Yougoslavie le place sur sa liste des criminels de guerre recherchés.
Husseini est par la suite nommé comme dirigeant des Frères musulmans en Palestine et s'exile.

## Histoire

### Période britannique

#### Période de la violence arabe antijuive

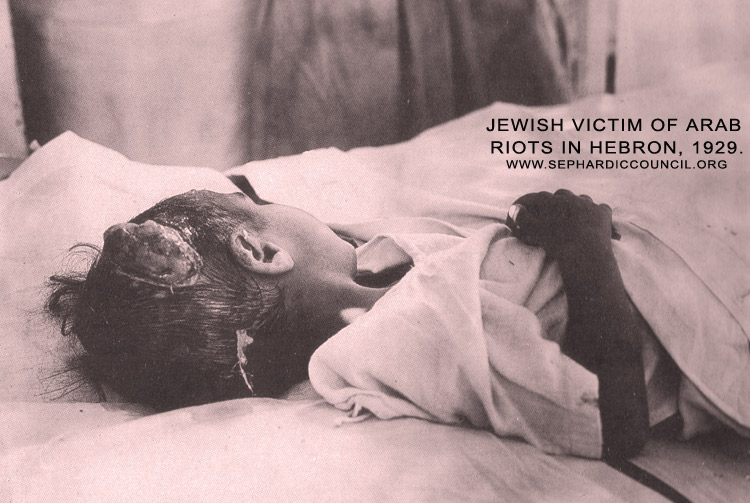
L'une des victimes juives du massacre d'Hébron de 1929

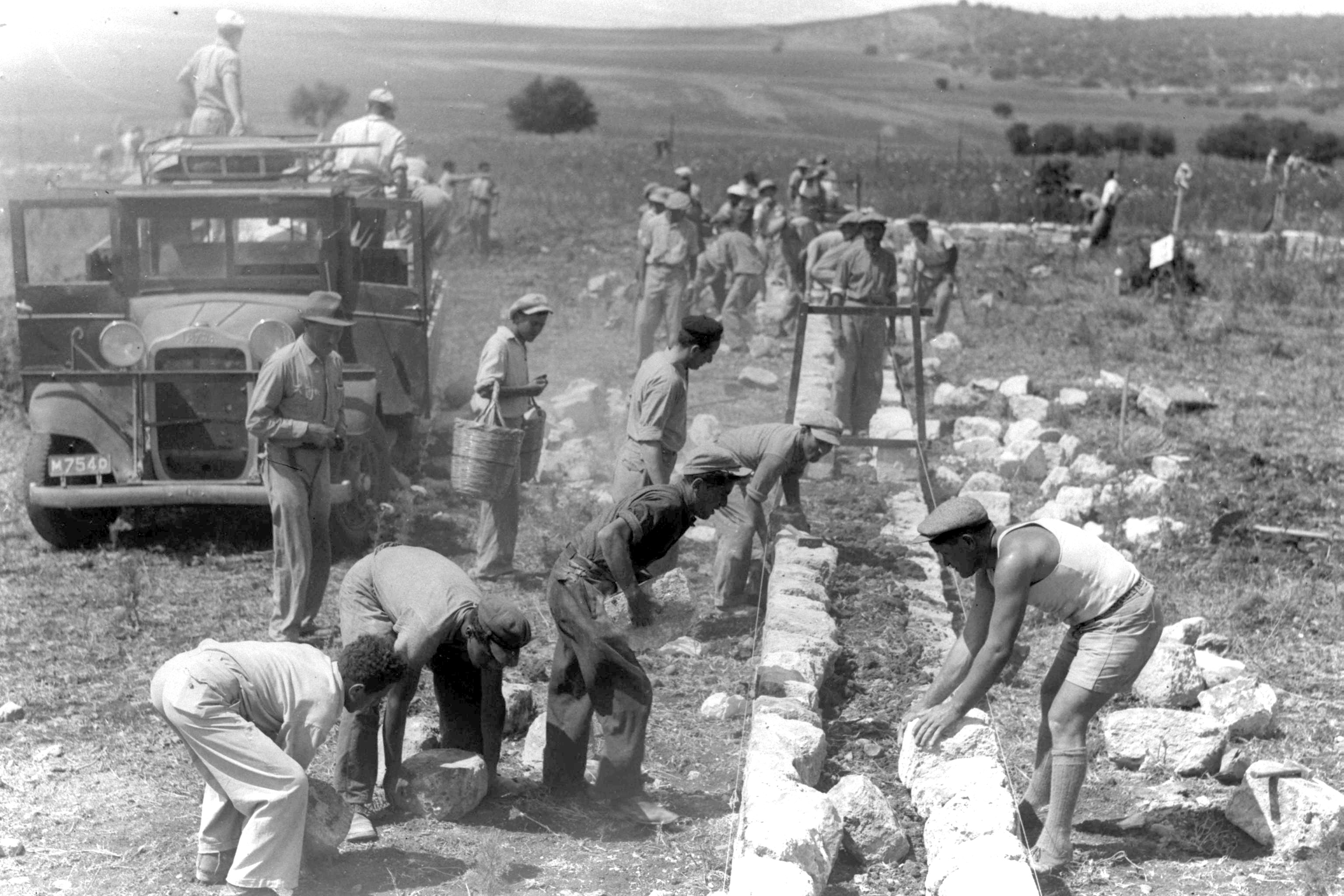
Construction d'une enceinte de protection d'un kibboutz dans la vallée de Jezreel en 1938 pendant la Grande Révolte arabe.

Depuis le début du mandat britannique, le Yichouv est victime d'attaques incessantes par des Arabes. Les autorités britanniques tentent d'empêcher les émeutes, les vols, meurtres et attaques contre les villes et villages juifs. L'attaque du village juif de Tel Haï le premier mars 1920, par des miliciens arabes accompagnés de Bédouins, est retenu comme le début de la période de violence arabe. Elle est suivie début avril, par l'attaque généralisée des Juifs de Jérusalem à l'occasion de la célébration de Nabi Musa, par des émeutiers arabes avec le soutien de la police arabe, 216 Juifs sont blessés et cinq sont tués à Jérusalem. En Galilée, de mars à avril, les villages juifs sont la cible d'attaques de groupes armés et certains sont ainsi désertés, mais ils seront rapidement réhabilités à l'exception de Bnei Yehuda sur le plateau du Golan qui sera définitivement abandonné. Pour Ilan Peleg, ces attaques utilisent déjà des méthodes du terrorisme, qui seront utilisées jusqu'à 1948 par les radicaux arabes, pour empêcher la création de l'État juif.
En mai 1921, 47 Juifs sont massacrés par des hommes arabes armés de bâtons, de couteaux, d'épées et de quelques pistolets, tuant femmes et enfants. Le premier mai, des Arabes attaquent des passants et des magasins à Manshiya tandis qu'à Jaffa ils attaquent un hôtel, et tuent 13 personnes et en blessent 26 qui sont poignardées, matraquées et fusillées. Le lendemain, 6 Juifs sont tués dans une orangeraie. Des attaques massives sont lancées contre les villes juives : Petah Tikva le 5, Hadera le 6, mais aussi contre Rehovot, Haïfa, contre le quartier juif de Jérusalem ou à nouveau contre Petah Tikva le 7. D'autres Juifs sont poignardés à mort à Jérusalem en novembre. Les attaques arabes seront par la suite, avant tout une préoccupation des villages isolés et peu connectés aux réseaux routiers. L'état d'esprit des violences, est celui de la destruction du Yichouv.
Le 2 novembre 1921, des émeutiers attaquent le quartier juif de Jérusalem, tuant cinq résidents. Pour Randall D. Law, les Arabes, opposés au mandat britannique, choisissent la communauté juive comme « cible commode pour [évacuer] leur rage ».
Face à la violence, les Britanniques rédigent un livre blanc en 1922, qui amène à la souveraineté arabe sur l'Est du mandat : l'Émirat de Transjordanie.
De 1926 à 1929, l'émigration juive excède l'immigration, et la communauté juive stagne. Lors des émeutes arabes d'aout 1929, une campagne de « terreur arabe » est menée contre les Juifs, faisant plusieurs centaines de victimes juives, (Les 40 victimes juives par journée de mai 1921, passent à 80 par journée en août 1929).
Les violences sont encouragées par des dirigeants arabes qui affirment que les Juifs auraient de mauvaises intentions concernant les lieux saints islamiques. Le 15, le Haut Conseil islamique organise une manifestation contre les prières juives du mur des Lamentations qu'il considère comme une menace. Les 2 000 manifestants chantent des slogans comme : « Il n'y a pas d'autre Dieu qu'Allah » et « la religion de Mahomet est venue avec l'épée » et détruisent les livres de prières juifs et autres objets sacrés. Le lendemain, un enfant juif jouant à la balle, l'envoie dans une échoppe de tomates et est poignardé à mort.
Le 16, une foule d'Arabes saccagent les livres de prières des Juifs et le lendemain un juif est tué lors d'une querelle.
Le 23 à la mosquée al-Aqsa, le Sheik Sa'd al-Din informe ses fidèles de défendre l'Islam des Juifs et s'écrit : « bondissez sur vos ennemis et tuez-les ! ». Les émeutiers s'en prennent aux Juifs de Jérusalem et en tuent 29 avec la participation de la police arabe,. À 11h00, des musulmans commencent à attaquer les passants juifs dans le marché. Une grande foule de musulmans armés de couteaux se rue dans les quartiers juifs et commence à tuer des dizaines de Juifs. Ils détruisent également les synagogues et des maisons. L'hôpital Misgav Ladach est pris d'assaut et un médecin s'en sort grièvement blessé, Dr Nahum Bar-Ness-Kurkidi.
Le 24, les Juifs d'Hébron sont massacrés, laissant 67 personnes tuées et 58 blessés, et annihilant la présence juive de la ville. Le village de Migdal Adar près d'Hébron est abandonné avant d'être attaqué. La communauté juive de Gaza parvient à se défendre contre les tueurs arabes mais est contrainte d'être évacuée par les Britanniques, tout comme les petites communautés juives de Naplouse, Ramla, Jénine et Acre. Dans le village de Motza, des tueurs arabes rentrent par effraction dans une maison et tuent sept personnes dont la famille Maklef, les parents et leurs trois enfants.

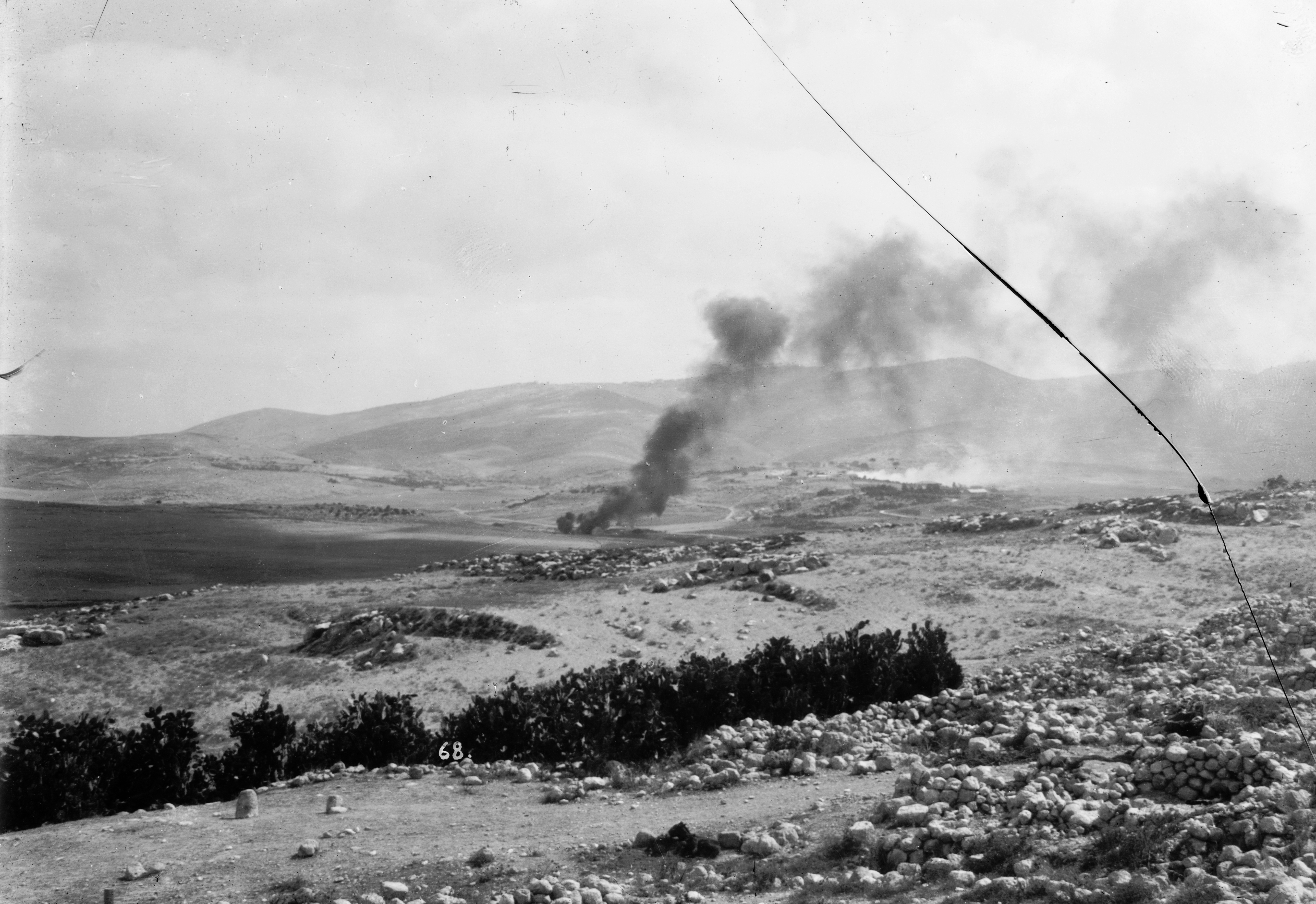
Le village Har Tov en train de brûler en 1929

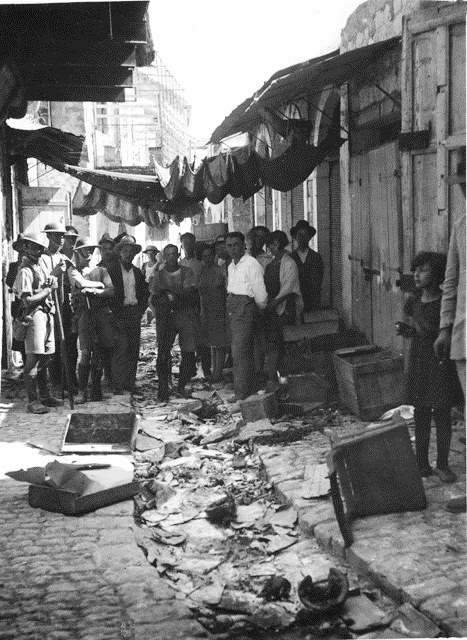
Des Juifs aux côtés de soldats britanniques sur le lieu du massacre de Safed

Par la suite, les violences antijuives se répandent d'abord contre les villages juifs de la région comme à Beit Hakerem, à Motza ou Ramet Rachel (qui est déserté), puis dans l'ensemble du territoire : dans le centre, à Tel Aviv (six Juifs tués), à Hulda (une personne tuée et le village est déserté), à Beer Toviya (2 morts, le village est pillé puis brûlé par les attaquants) et à Ekron (le village est pillé et déserté) ainsi que dans le nord, à Hadar Acarmel (7 Juifs tués), à Haïfa, à Maayanim ainsi que contre trois autres villages qui seront abandonnés. Le 29 août, des émeutiers attaquent les habitants juifs et les institutions juives de Safed, 20 Juifs sont massacrés en majorité des enfants et des vieillards et 80 sont blessés, dont des cas de torture. Des tentatives de massacres sont tentés à Tel Aviv et Haïfa et à d'autres endroits. 6 Kibboutz sont détruits.
Paradoxalement le Komitern soutien le nationalisme arabe y voyant une étape vers la révolution et lié à la prolétarisation arabe. Le Komitern va jusqu'à décrire les massacres de Juifs et les actes terroristes comme des actes « héroïques » et « révolutionnaires ».
La violence antijuive et le terrorisme des années 1920, mènent à plus d'insurrection arabe dans les années 1930.

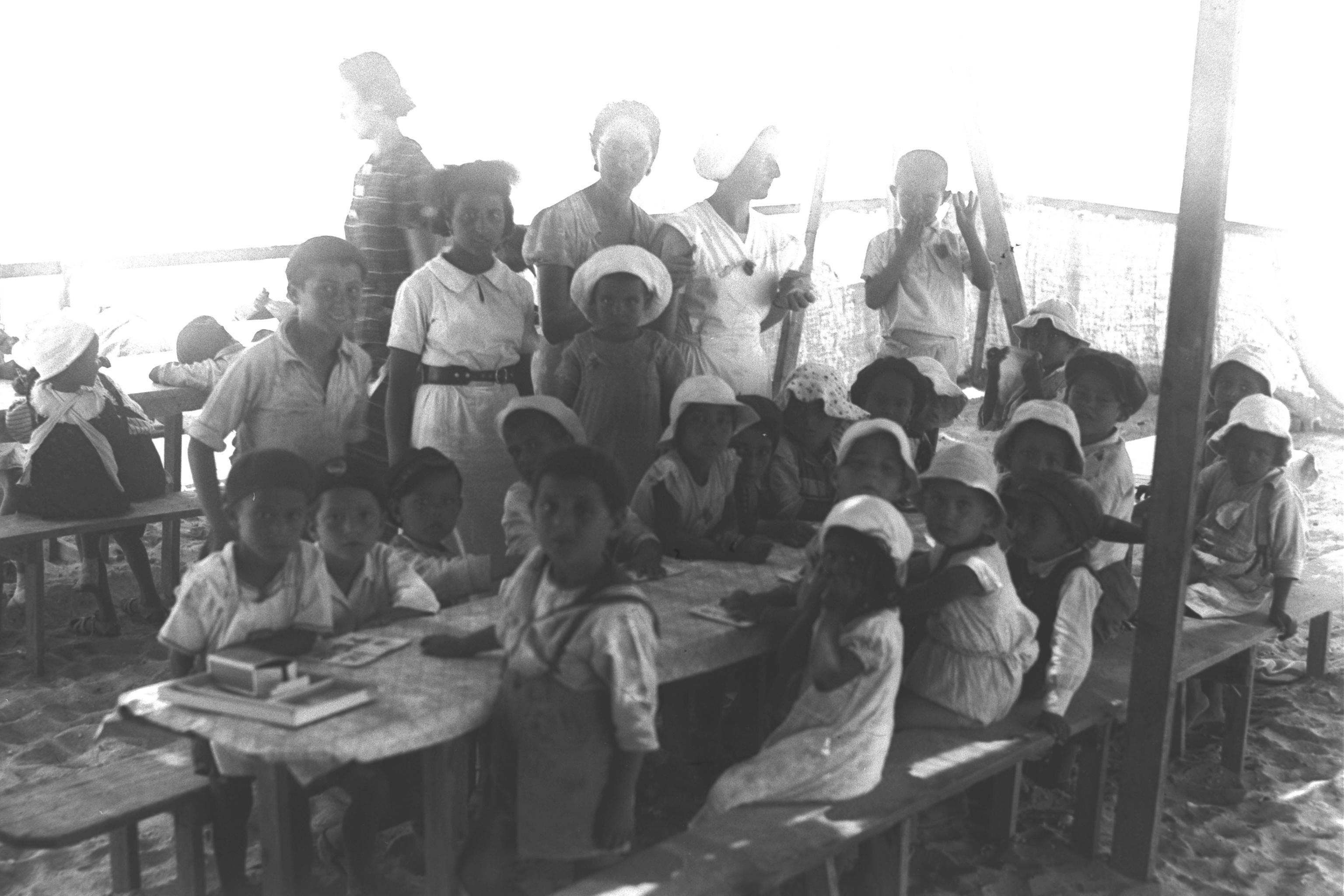
Enfants rescapés des attaques arabes, pris en charge à Tel Aviv en 1936

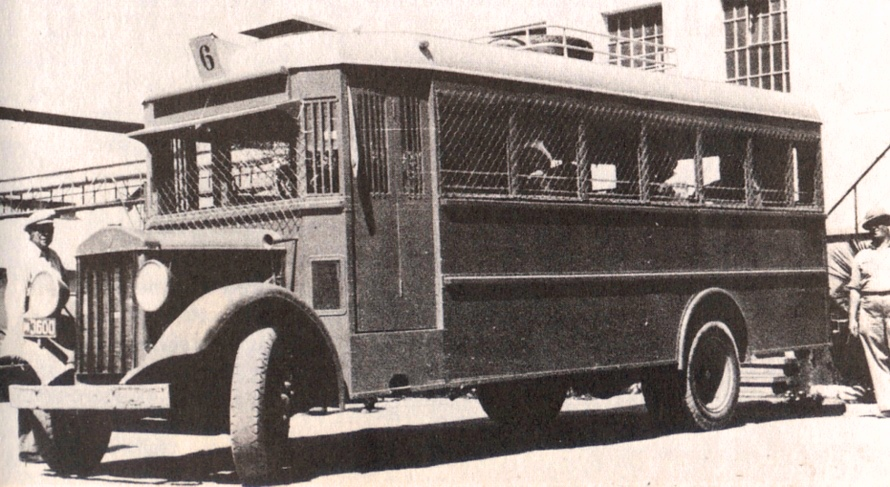
Autocar grillagé pour repousser les jets de pierres et de grenades. Tactique de fortification de la Havlagah (1936-1939).

Dans les années 1930, le cheikh al-Qassam instillait un sentiment de jihad et lance sa milice dans des attaques terroristes contre les villages juifs, comme l'embuscade et le meurtre de trois membres du Kibboutz Yagur, le 11 avril 1931, un attentat à la bombe contre des maisons juives près de Haïfa, au début de 1932 et le meurtre d'un père et de son fils dans le village de Nahalal le 22 décembre 1932. En 1935, il se lance dans un jihad en Galilée et après avoir été abattu par la police britannique, il se fait connaître comme un chahid.
En 1936, des membres de la brigade d'Izz al-Din al-Qassam qui avait planifié un Jihad, assassinent deux civils Juifs au hasard près de Petah Tikva, le 15 avril. Un acte de terrorisme perçu comme le début des nouvelles violences arabes. Les attaques contre les communautés juives par des groupes locaux et inspirées par divers leaders religieux, font place en 1936 à des violences caractérisées par des attaques et des massacres suscités en particulier par le mufti de Jérusalem.
Le 25 avril 1936, le Haut Comité arabe organise une grève pour faire pressions sur les autorités britanniques. La grève est accompagnée de violence contre les Juifs, qui sont notamment victimes de jets de pierres. Des unités arabes se lancent dans des activités de guérilla. De mai à juin, le Haut Comité arabe instaure un « règne de terreur ». Les gangs arabes brûlent les champs de blé des Juifs et déracinent plus de 15 000 arbres dans les vergers et les plantations de citrons appartenant à des propriétaires juifs. Les Juifs voyagent par autobus ou en voiture sont attaqués à l'arme à feu, les villages juifs isolés sont harcelés ainsi que les stations de police, du bétail est mutilé et des kibbutzniks sont tués. Les Arabes les plus fanatiques encouragent à des violences encore plus extrêmes.
Dans les villes mixtes, à Jaffa, 41 attentats à la bombe sont menés et 35 le sont à Haïfa. Le 19 avril, le dirigeant du Yichouv Haïm Weizmann perçoit ces violences comme un « danger existentiel » qu'il décrit comme une guerre entre « d'un côté les forces de la destruction, les forces du désert, qui se sont levés, et d'un autre côté les forces de la civilisation et de la construction. ». D'autres dirigeants comme Berl Katznelson n'y voit rien d'autre que des « démonstrations terroristes » caractérisées par du « fanatisme religieux et de la xénophobie ».

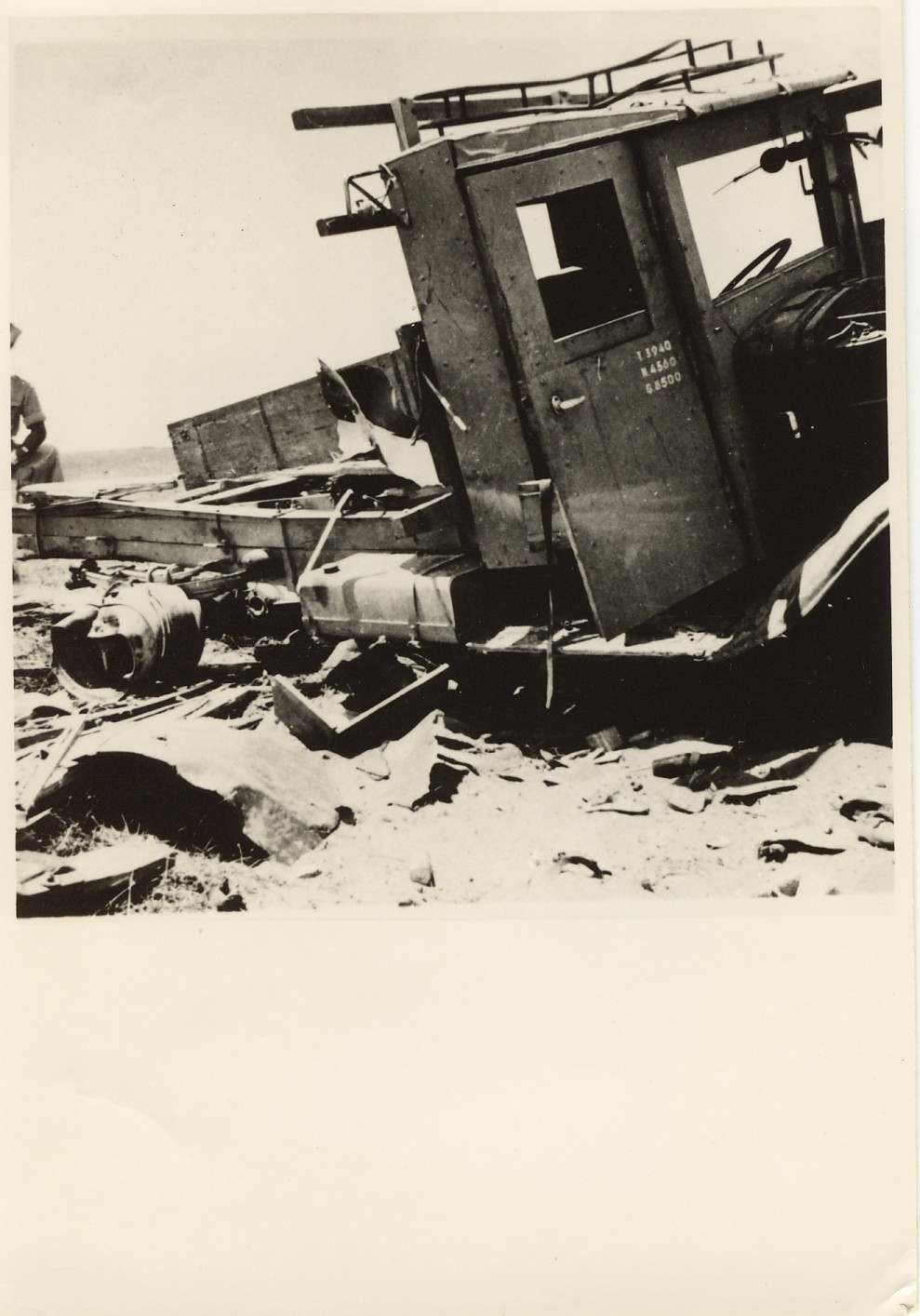
Restes d'un camion victime d'une mine terroriste le 4 août 1938. Le camion transportait 17 travailleurs du kibboutz de Ramat HaKovesh, dont 8 périssent. Au total, 16 membres du kibboutz sont tués par les milices arabes durant la période de la grande révolte arabe

Les Arabes de Palestine se révoltent contre les autorités britanniques lors de la Grande Révolte arabe de 1936-1939, durant les émeutes des Juifs sont pris pour cible. En 1936, plus de 89 Juifs sont tués. Les attaques et attentats débutent en avril, alors que 15 civils juifs sont tués à Jaffa dans quatre attaques, et qu'à la fin du mois des maisons sont brûlées et des fermiers sont blessés dans différentes attaques en Galilée ainsi qu'à Jérusalem avec le lynchage d'un enfant juif. En mai, deux personnes sont tuées à Haïfa et deux à Jérusalem, des dizaines de plantations juives sont brûlées et détruites et des autobus sur la route reliant Jérusalem à Tel Aviv, sont pris en embuscade. À Jérusalem, trois Juifs sont tués à la sortie d'un cinéma, un autre dans son village, un Autrichien par erreur, un universitaire et un policier britannique. En juin, des civils juifs sont tués à différents endroits et les Britanniques répriment les émeutiers arabes durement. Du 20 juillet au 22 septembre, 33 civils juifs sont tués, dont beaucoup sans armes, lors d'embuscades meurtrières sur les routes. En juillet, les militants arabes tuent des civils juifs avec des balles dum-dum, d'autres sont abattus par des tireurs d'élite. Une bombe cible une école juive à Jérusalem, un enfant de 7 ans est tué à Tibériade et en août à Safed un père et ses trois enfants sont tués.

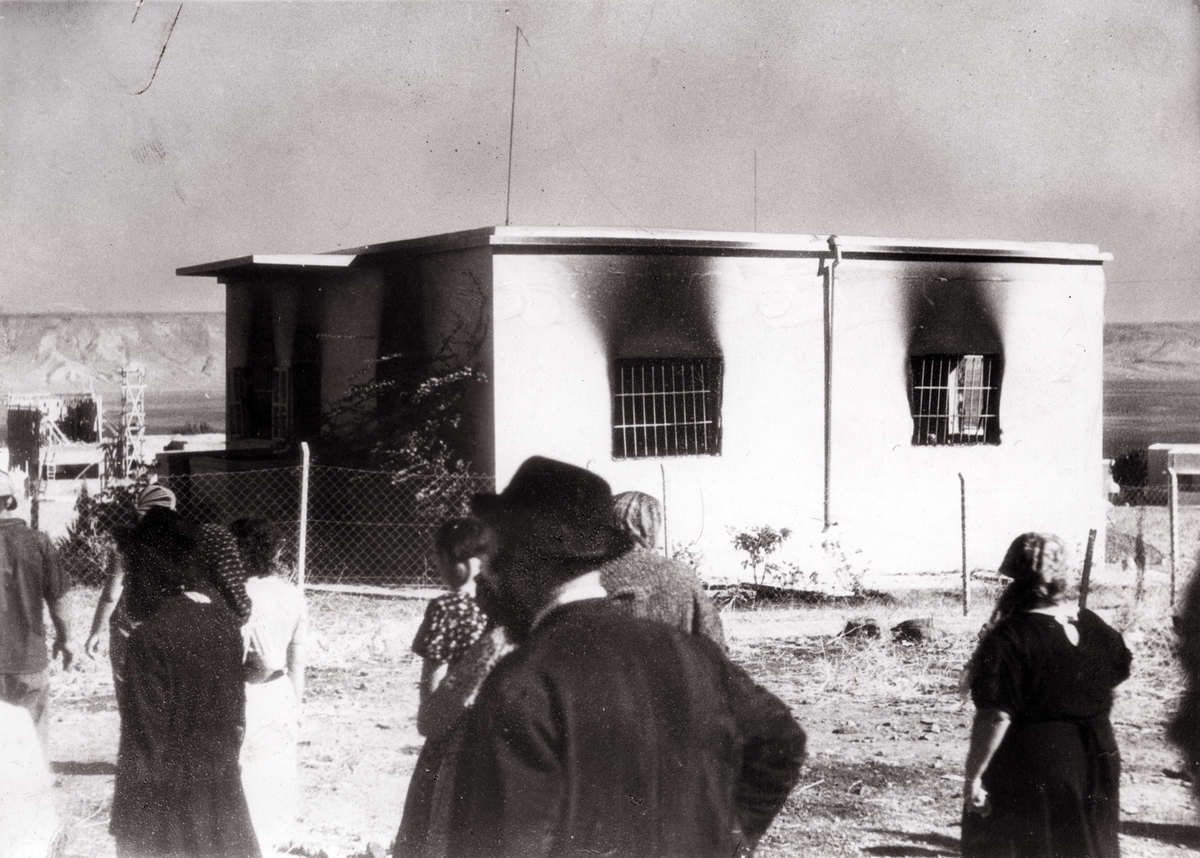
La maison dans laquelle une famille a été tuée par un incendie volontaire en octobre 1938 à Tibériade : une mère et ses 5 enfants tués.

La Haganah, la force de défense juive met en place une politique de non-représailles et de restreinte pour empêcher une flambée de violence. David Ben Gourion défend ainsi la Havlagah face « aux Arabes qui se battent avec les armes et les grèves, la terreur et le sabotage, le chaos et la destruction des biens ». Les hommes de la Haganah-Beth rejettent cette doctrine et pressent leurs dirigeants Zeev Jabotinsky et Avraham Tehomi de mener des représailles à la suite des attaques arabes, comme celle où un terroriste arabe jette une bombe dans une cour d'école juive et blesse 7 enfants. En août, la Haganah réagit de même, à la suite d'une « attaque inacceptable », le meurtre à la grenade d'une mère et de son jeune enfant dans un train, et mène une opération de représailles à l'endroit de l'attentat.
En 1937, la commission Peel condamne la violence arabe et propose un plan de partition, qui est rejeté par les représentants arabes. Haj Amin al-Husseini intensifie la révolte, durant laquelle de nombreux juifs seront tués. Après les propositions de partition du mandat, des attaques, parfois terroristes, sont soutenues par les États arabes voisins.
En mi-mars 1937, lors de nouvelles attaques arabes, 6 Juifs sont tués. Trois membres dissidents de la Haganah-Beth refusent de suivre la Havlagah, et mènent une attaque de représailles contre le village de Yazur, blessant plusieurs Arabes.
Par la suite, le 13 août, une famille (dont les trois enfants) est massacrée à Safed et en octobre les terroristes arabes lancent une série d'attaques. Le 14, des autobus sont attaqués près de Jérusalem, deux bombes sont trouvées dans un panier dans un café populaire des policiers britanniques et dans la soirée un train de Haïfa à Jérusalem est pris d'assaut. L'aéroport principal du mandat est attaqué et les bureaux de douanes, de passeports et de communications sont mis à feu. Toujours en octobre, des milices arabes attaquent Tibériade et massacrent 19 Juifs avant l'intervention de l'armée britannique.
Le  5 novembre, 5 travailleurs du KKL sont assassinés. L'organisation Irgoun décide de se lancer dans des attaques de représailles contre les Arabes, et le 14 novembre ils tuent 10 Arabes ciblant des « centres de briganderies », d'où proviennent les attaques. L'opération est condamnée par l'Agence juive qui poursuit sa doctrine de retenue.
Au début de l'année 1938, dans une attaque sur la route, 5 Juifs qui sont achevés à la hache, dont une jeune fille qui est violée et mutilée. Par la suite, les meurtriers s'enfuient dans leurs villages, et les Juifs se sentent démunis. Trois membres de Beitar décident donc de commettre un premier attentat de représailles qui échoue, et ils sont arrêtés puis condamnés à mort par les autorités britanniques. Le 4 juillet, l'Irgoun commet sa première attaque indiscriminée de représailles, ouvrant une période de « terreur contre terreur ». Durant la même période les Arabes tuent trois villageois de Givat Ada le 23 juin, quatre agriculteurs dans un champ d'oranges de Fin Vered le 5 juillet, cinq travailleurs du quartier pauvre de Kiryat Haroshet le 21 juillet, 6 travailleurs sur une mine à Ramat-Hakovesh, 2 Juifs du village de Son Shemer, 7 électriciens qui sont lynchés à mort au carrefour Massmia, 3 personnes sont tués par une mine terroriste à Harod.
À la fin de l'année 1938, 1000 à 1500 insurgés arabes ont imposé un « règne de terreur » sur le nord du territoire mandataire. 33 Juifs sont tués dans divers attentats et en octobre, des Arabes parviennent à massacrer 19 Juifs de Tibériade, dont 11 enfants. Les Juifs sont attaqués à la fois sur les routes et dans les villes et villages. Les propriétés, les lieux de culte juif, les plantations de nouvelles forêts par le Fonds national juif, les champs et le bétail sont également pris pour cible. De 1938 à 1939, d'autres massacres et attentats contre des Juifs se produisent et l'Irgoun étend ses opérations de représailles. Entre mai et juillet 1938, outre les affrontements avec les forces britanniques, les miliciens arabes tuent 56 Juifs dans des dizaines d'attentats et d'attaques contre des agriculteurs ou contre des villages (de plus au moins un civil chrétien est tué le 24 mai).
Alors que les actes de terrorisme contre les civils juifs sont soutenus par les dirigeants arabes, les attaques de représailles contre les Arabes sont dénoncées par l'ensemble des principaux dirigeants sionistes.
En 1939, en réaction à l'ampleur des violences arabes, les Britanniques imposent aux Juifs des limitations sur l'immigration et sur l'achat de terres. L'Irgoun oriente son terrorisme contre les Britanniques s'inspirant de la terreur de la révolte : « Les Arabes utilisent la terreur comme moyen de leur combat politique - et ils gagnent ».
Jusqu'à 1948, dans le cadre des soulèvements populaires, des actions de guérilla et de terrorisme sont menées contre les Juifs du Yichouv.

#### Épisode de la Grande révolte arabe de 1936-1939

##### Campagne menée contre les Britanniques

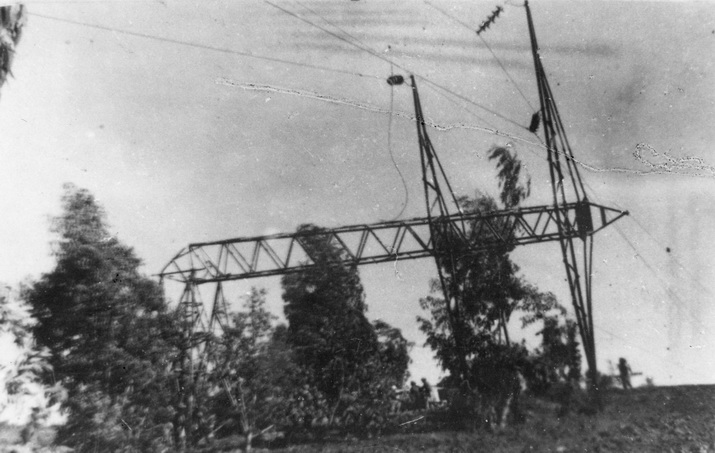
Sabotage d'un pylône électrique par un gang arabe en 1938

Les Britanniques décrivent les révoltés comme des « terroristes, insurgés, bandits, maraudeurs, voleurs et gangs ». Les insurgés mènent une révolte au nom de « la nation arabe » et pour les fellah, s'articulent autour de la notion de jihad, dans le style de celui déclaré par al-Qassam contre les Britanniques. L'armée britannique met en cause le mufti pour avoir incité à « des attaques incendiaires, des attaques sur les voies ferrées et les routes, aux lancés de bombes sur la police et pour rendre les fusillades monnaie courante ». Les gangs détruisent les lignes téléphoniques et télégraphiques puis sabotent l'oléoduc Kirkuk-Haïfa. Face aux attaques contre l'oléoduc les Britanniques mettent sur pieds des unités Special night squads qui étendent rapidement leurs activités au combat de « la terreur arabe », par des opérations armées.
Les révoltes arabes du mandat culminent avec l'assassinat le 26 septembre 1937 de Lewis Andrews, commissaire du district de Galilée, ce qui pousse les Britanniques à utiliser des mesures de contre-terrorisme, et à nommer Charles Tegart comme « conseiller en chef sur le terrorisme et le maintien de la sécurité en Palestine ». C'est la première fois que cette fonction est nécessaire depuis la guerre d'indépendance de l'Irlande. L'assassinat mène à la déportation du Haut Comité arabe aux Seychelles et les Britanniques décident de construire 70 forteresses de béton à travers les campagnes, l'érection d'une barrière de 80 km le long de la frontière avec le mandat français, l'importation de chiens Doberman d'Afrique du Sud pour pister les terroristes/insurgés jusque dans leurs villages et la classification des villages arabes en bons ou mauvais, les mauvais bénéficiant d'une punition collective. Les insurgés arabes utilisent plutôt des méthodes de guérilla dans les zones rurales et des méthodes terroristes plutôt dans les zones urbaines : des attentats à la bombe et des assassinats. Les Britanniques exécutent plus de 140 insurgés, arrêtent plus de 9 000 suspects, expulsent les dirigeants locaux hostiles et imposent des couvre-feux. Walid Khalidi cite les chiffres de 5032 Arabes morts, dont 3832 tués par les Britanniques et 1200  morts en raison de « Terrorisme ».
Selon Benjamin Grob-Fitzgibbon, le terrorisme de la révolte parvient à forcer l'Empire britannique à se retirer de la Palestine. Un développement observé par d'autres insurgés de l'Empire britannique, en particulier en Malaisie, où l'état d'urgence est déclaré dès juin 1948.

##### Période de violences entre Arabes
Durant la grande révolte arabe, les différentes milices qui étaient déjà en conflit et en compétition, se confrontent violemment. Haj Amin al-Husseini, commet des attentats contre ses opposants politiques et après plusieurs assassinats, la plupart des modérés s'exilent, dont le clan Nashashibi. La plupart des familles distinguées de Haïfa sont prises pour cible, comme punition pour la vente de leurs terres aux organisations et individus sionistes. La révolte est également un conflit intracommunautaire, de querelles, de vols et d'intimidations.
Les paysans arabes demandent alors la protection de l'armée britannique contre les rebelles mais se plaignent en même temps du comportement des soldats à leurs égards.
Lorsque Hajj Amin s'enfuit au Liban en octobre 1937, des affrontements sanglants entre clans arabes perdurent pendant deux semaines. Les informateurs arabes sont vilipendés dans la presse arabe et sont également pris pour cible En octobre 1937, les rebelles tuent Abd al-Fatah Bal'awi qui travaillait avec les Britanniques à Acre, le Mukthar du village de Ja'uni et le cheikh Mahmoud Joda al-Ansari de Jérusalem, suivant des accusations et des rumeurs. En décembre deux policiers arabes sont tués et un Arabe est retrouvé à Wadi Ara avec la langue coupée et une note attachée sur son corps : « Voici les salaires de la trahison ». À la fin de l'année les meurtres d'intimidation se multiplient dont celui d'un policier chrétien sans lien avec les Britanniques. Cet épisode marque un changement dans l'activité des gangs, dorénavant l'ensemble des policiers arabes sont pris pour cible. Un cycle de vengeance prend également place, alors que des proches des victimes cherchent vengeance. Les assassinats s'amplifient.
Au début de 1938, de petites milices locales émergent pour se protéger de la « guerre des gangs ». Alors que Fakhri Nashashibi avait soutenu la révolte en 1936, il milite en 1938 pour contrer Haj Amin al-Husseini, en organisant la milice anti-terroriste fasa'il al-salam. Fahri Abd al-Hadi, qui dirige la milice sera rejoint par des Druzes. La milice attaque les villages alliés à Husseini, et elle réussit à expulser les rebelles du nord de la Samarie.
Au cours de l'été 1938, le nombre de rebelles atteint un nombre record de plusieurs milliers, la plupart étaient des villageois sans instruction ni formation militaire. Ils se livraient souvent à des vols et à des pillages et faisaient du chantage aux habitants arabes. Les habitants de Jaffa leur étaient hostiles, mais ceux-ci refusèrent de quitter la ville. Le kidnapping de suspects pour des interrogatoires devient de plus en plus fréquent.
La seconde phase de la révolte se caractérise par une violence plus extrême contre les « traîtres » et les opposants. Les rebelles punissent parfois cruellement les villageois qui ne les soutiennent pas ou refusent de leur fournir des sommes d'argents. Ahmed Choukairy relate les évènements dans ses mémoires et affirme que Hajj Amin n'a rien fait pour empêcher des innocents d'être tués. Cependant la critique de Choukairy peut aussi être du fait que son frère, Answar Choukairy fut l'une des victimes de la campagne de terreur. D'autres Arabes sont tués par certains profitant du climat d'anarchie.
Fin 1938 et début 1939, la campagne contre l'opposition s'intensifie et de nombreux Arabes sont assassinés, pour la plupart sous les accusations de « traîtrise » : des vendeurs de terres aux Juifs, des policiers arabes qui restent fidèles à leurs devoirs, des informateurs et des modérés qui ne sont pas assez nationalistes au goût des rebelles. Les rebelles rédigent également une liste d'opposants à assassiner. Un climat de terreur s'instaure.
En 1939, les fonds des rebelles diminuent, et ceux-ci réclament des fonds parfois avec violence, dans les municipalités ainsi que dans les villages (de la nourriture et des vêtements). Dans certains cas ils exigeaient l'argent sous la menace, directement à des familles locales.
Selon l'historien Yaakov Shimoni, le nombre de tués de cette campagne de terreur atteint les milliers de victimes. Fakhri Nashashibi donnait l'estimation de 3000 personnes tuées, d'autres estimaient ce chiffre à 4500. Les dénombrements britanniques et de la Haganah donnent au contraire des chiffres inférieurs. Selon l'estimation de Hillel Cohen, ce chiffre serait autour d'un millier de victimes.
Beaucoup d'Arabes se sentent humiliés ou blessés à la suite de la campagne de terreur d'Husseini et le désire de vengeance qui en découle, initie une terreur intra-clanique et généralisée qui perdurera après la fin de la révolte.

### Violences à la suite du plan de partage de 1947

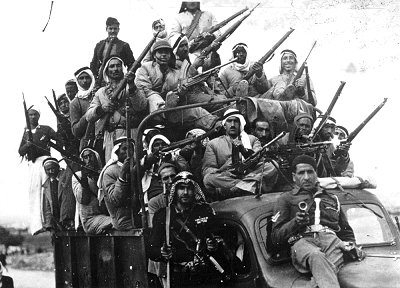
Miliciens arabes en 1947

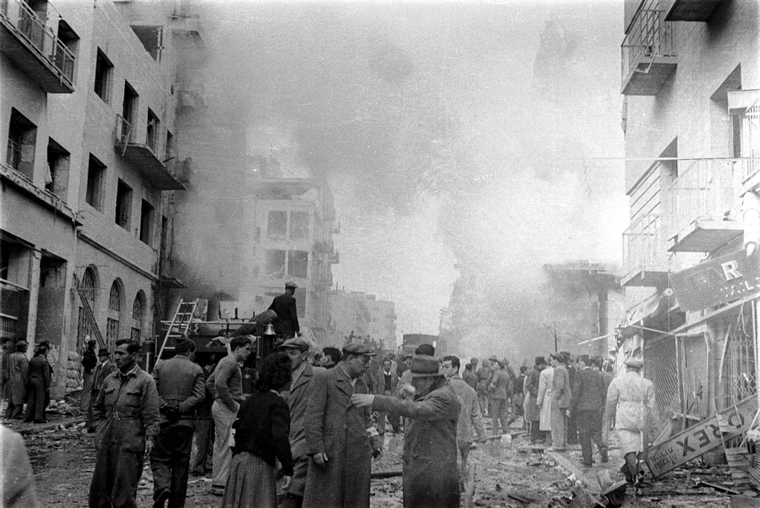
Le 22 février 1948, Abd al-Kader al-Husseini, Fawzi al-Qatub et des défecteurs de l'armée britannique, organisent un attentat avec des voitures piégées, qui tue 58 personnes dans la rue Ben Yehuda de Jérusalem

En février 1947, les Britanniques décident d'abandonner leur mandat qu'ils remettent aux Nations unies. Le 10 août 1947, quatre juifs sont assassinés à un café de Tel Aviv, dont l'acteur Meir Teomi. Les terroristes justifient l'attentat comme des représailles à une attaque de la Haganah.
Le 29 novembre 1947, le plan de partage de la Palestine élaboré par l’UNSCOP est approuvé par l’Assemblée générale des Nations unies par le vote de la résolution 181. Le plan est rejeté par les dirigeants de la communauté arabe, y compris le Haut Comité arabe, appuyé dans son rejet du plan par l'ensemble des États de la Ligue arabe. Le lendemain du vote, les Arabes de Palestine lancent des attaques, 126 Juifs sont tués durant les deux premières semaines et 75 sont tués dans un camp de réfugiés d'Aden. Le 30 novembre, 7 juifs sont assassinés dans un autobus. À Jérusalem, les attaques s'en prennent aux commerces des Juifs et contre les résidents des quartiers juifs, dont certains sont poignardés en rue, une synagogue est également prise pour cible le 4 décembre. À Haïfa, un magasin juif ciblé par une grenade tue deux Juifs et deux Arabes, et les Juifs sont attaqués dans les quartiers arabes. Dans le kibboutz de Gvulot, six adolescentes juives sont assassinées. Des civils juifs sont tués partout sur le territoire . Dans les grandes villes des tireurs d'élite (dont des mercenaires) tirent sur les passants juifs et sur la circulation, depuis le haut de bâtiments. À Jaffa, des tireurs se positionnent dans les minarets ou sur les toits. Le marché du Carmel est également attaqué et des grenades sont jetées dans les quartiers juifs. Sur tout le territoire, les voitures juives sont victimes de jets de pierres, les consulats de la Pologne et de la Suède qui vote en faveur de la partition sont attaqués.
En décembre 1947, l'une des images marquantes, reste l'attaque du nouveau centre commercial de Mamilla le 2. Au début du mois, Max Pinn, représentant de l'Agence juive est assassiné dans sa voiture. Le 12, 7 Juifs sont tués dans une attaque de Mishmar Hanegev, tandis que trois sont tués à Lod. Le 13, l'attaque contre Jaffa et Tel Aviv tue 30 Juifs. À Ben Shemen le 14, 14 civils juifs sont tués alors qu'ils ravitaillent un orphelinat. À Haïfa, un passant juif est assassiné par balle, à Gvulot trois sont tués et à Jérusalem un enfant juif est assassiné. Le 16, un Juif est tué à Halutza par des terroristes, et le 18 un autre à Silwan. Le 19, un Juif est tué sur la route de Jérusalem et un autre est tué à Haïfa en entrant dans le quartier arabe par erreur. Le 23, deux Juifs sont assassinés à Jérusalem. Le 24, un terroriste arabe ouvre le feu sur des Juifs à Haïfa et en tue quatre.
Comme homicide notable, le 24 décembre l'athlète olympique Elias Katz est assassiné par des terroristes arabes alors qu'il tournait un reportage.
Le 30 décembre 1947, dans le cycle de représailles, l'Irgoun commet un attentat à la bombe contre un groupe de travailleurs arabes de Haïfa, tuant 6 personnes. Les travailleurs arabes massacrent alors leurs collègues de travail Juifs, tuant 39 personnes et en blessant des centaines.
Au début des hostilités, le commandant Mohammed Nimr al-Hawwari tente d'éviter un conflit avec les Juifs, tandis que le Haut Comité arabe sous la direction d'Haj Amin al-Husseini incite à la violence contre les Juifs et les Britanniques. Les premières attaques semblent ne pas avoir été coordonnées, mais plutôt commises par des bandes armées, des criminels et des hommes sans emploi.
La première attaque d'envergure, est lancée contre le kibboutz d'Efal, le 4 décembre et est commandité par Hassan Salame sous les ordres du mufti. L'attaque comprend plus de 120 combattants et des brigands qui sont repoussés, jusqu'à l'arrivée des forces britanniques. En janvier 1948, l'Armée de libération arabe attaque le village juif de Kfar Szold, suivi le 20 par l'attaque contre le village de Yehiam avec l'aide de locaux arabes et de tir de mortier. À la fin du mois, 2 000 miliciens arabes sont arrivés en Palestine, tandis que 4 000 à 5 000 sont entraînés en Syrie. Parmi les combattants des Frères musulmans se trouvaient également des étudiants de Damas mais aussi des jeunes de 15 ans.
S'ouvre alors une période, durant laquelle des groupes sionistes et des groupes arabes se lancent dans une intensification des attentats de représailles contre les populations respectives. En janvier 1948, les attaques terroristes des Arabes continuent ainsi que celles de l'Irgoun et du Lehi. Notamment en janvier 1948, des Juifs sont brûlés vivants à Ein Zeitun.
Le 1 février, une grande bombe dans un camion de l'armée britannique explose dans la rue HaSolel visant le bureau de presse du Palestine Post, tuant quatre personnes et en blessant 16, détruisant le bureau de presse ainsi que le bureau de la police juive et deux autres bâtiments adjacents. Le 3 février, 90 Arabes attaquent le quartier juif de Meqor Hayyim de Jérusalem. En mars le quartier juif de Yemin Moshe est attaqué à plusieurs reprises par les milices arabes sans succès. Le 13, quatre membres de la Haganah sont libérés par la police britannique, les livrent à une foule arabe qui les lynchent à mort.
Durant le siège du Goush Etzion, une vingtaine de filles sont tués dans une maison. Le 16 janvier, 35 combattants apportent du ravitaillement sont pris en embuscade par des villageois. Leurs corps sont retrouvés sévèrement mutilés. À la suite du siège du Gush Etzion, la plupart des défendants qui se rendent sont massacrés, les corps sont mutilés et certains survivants sont violés et torturés.
Le 11 mars, Jaych al-Jihad al-Mouqaddas commet un autre attentat à la bombe de grande ampleur, cette fois contre le bureau de l'Agence juive. La bombe posée par un conducteur arabe du consulat américain, coûte la vie à 12 personnes et en blesse 44, le bureau est sévèrement endommagé par l'explosion.
Le pire attentat à la bombe se produit le 22 mars dans une rue commerçante de Jérusalem, avec plus de 50 civils juifs tués. Selon Itamar Radai, les attentats à la bombe sont utilisés come campagne de terreur urbaine et de guerre psychologique pour démoraliser les Juifs, tandis que le moral des Arabes est augmenté. Le public arabe justifie ces attentats à la bombe comme étant des représailles.
Le 23 mars, deux membres du Jaych al-Jihad al-Mouqaddas détonnent une bombe au milieu du quartier de Yemin Moshe assiégé, mais l'explosion ne parvient qu'à blesser quelques civiles et à détruire des bâtiments abandonnés.
Comme autres atrocités commises pour terroriser les Juifs, à Nitzanim, des femmes sont démembrées en juin 1948. À Eilabun, les combattants arabes paradent avec les têtes de deux soldats israéliens, empalées sur des piquets. En octobre, lors de la prise du village, un officier israélien vengera cet incident contre les villageois.
Dans le monde arabe, les Juifs sont pris pour cible par des militants soutenant les Arabes de Palestine. En Égypte ils sont massacrés au Caire et à Alexandrie dès 1945, et à la suite de vols ils sont à nouveau attaqués (leurs synagogues, leurs magasins et leurs maisons). En 1948, un attentat tue plus de 70 Juifs et des dizaines d'autres sont massacrés, ainsi que l'année suivante. À la suite du vote, le 1er décembre, les Juifs de Beyrouth sont attaqués et leurs synagogues sont incendiées. Les Juifs de Manama sont aussi attaqués et ceux de Syrie sont massacrés à Alep. Douze Juifs de Damas seront également tués dans un attentat en 1949. En Libye, en 1945 plus de 140 Juifs sont tués à Tripoli et un autre pogrom se déroule en 1948 après le vote laissant plus de 130 morts. En Irak, des centaines de Juifs de Bagdad sont massacrés en 1941, et en 1948 certains sont pendus sous le prétexte de collaborer avec Israël.
Les dirigeants arabes menacent de massacrer les Juifs. Hasan al-Banna des Frères musulmans, appelle les Arabes à « annihiler les Juifs » et « remplir la mer de leurs corps ». Haj Amin el-Husseini suit cette déclaration en ordonnant : « Je déclare la guerre sainte, mes frères musulmans ! Tuez les Juifs ! Tuez-les tous! » .
La période d'attentats et de guerre civile prend l'ampleur d'un conflit entre Israël et les pays arabes voisins avec le soutien de la Ligue arabe, alors que ceux-ci décident d'envahir le nouvel État. Israël en sort victorieux malgré de lourdes pertes, 6 000 morts, dont plus de 2 000 civils,. La guerre est accompagnée d'attaques armées par des milices arabes ainsi que sionistes. Les tueurs arabes privilégient des tirs d'élites contre des civils juifs dans les villes mixtes, des attaques sur les routes contre les automobilistes, des meurtres aléatoires et des attentats à la bombe. À cela s'ajoute des massacres de prisonniers ou contre le personnel médical juif lors de la guerre. L'historiographie palestinienne quant à elle, fait état de massacres également commis par les forces juives.
Durant la guerre d'indépendance les combattants juifs, y compris les femmes combattantes, caputrés par les milices arabes, sont fréquemment torturés et mutilés de manière particulièrement violente. Les principales mutilations concernent la tête et les organes sexuels. Des femmes enceintes sont également retrouvées éventrées. Jonathan Matusitz décrit cette violence comme étant du « terrorisme rituel ».
Le nouvel État fait face à de nombreux réfugiés juifs ayant fui l'Europe (après la Shoah), ceux expulsés du quartier juif de la vieille ville de Jérusalem ou d'autres communautés détruites, ainsi que des réfugiés de l'exode des Juifs des pays arabes. Les réfugiés arabes de la guerre sont réinstallés dans des camps de réfugiés en dehors du nouvel État. Les pays arabes décident de ne pas les intégrer, visant à conserver un droit au retour en territoire israélien. L'État arabe du plan de partage n'est pas créé alors que la Jordanie annexe le territoire de Cisjordanie et que le territoire de la bande de Gaza passe sous l'administration égyptienne. Les Palestiniens entretiennent la mémoire de cet épisode comme une catastrophe, qu'ils nomment la « Nakba ». Le conflit est le premier des conflits israélo-arabe et israélo-palestinien dans lequel ces derniers vont faire l'usage privilégié du terrorisme.

### Conflit israélo-palestinien et israélo-arabe

#### Attaques de fedayin

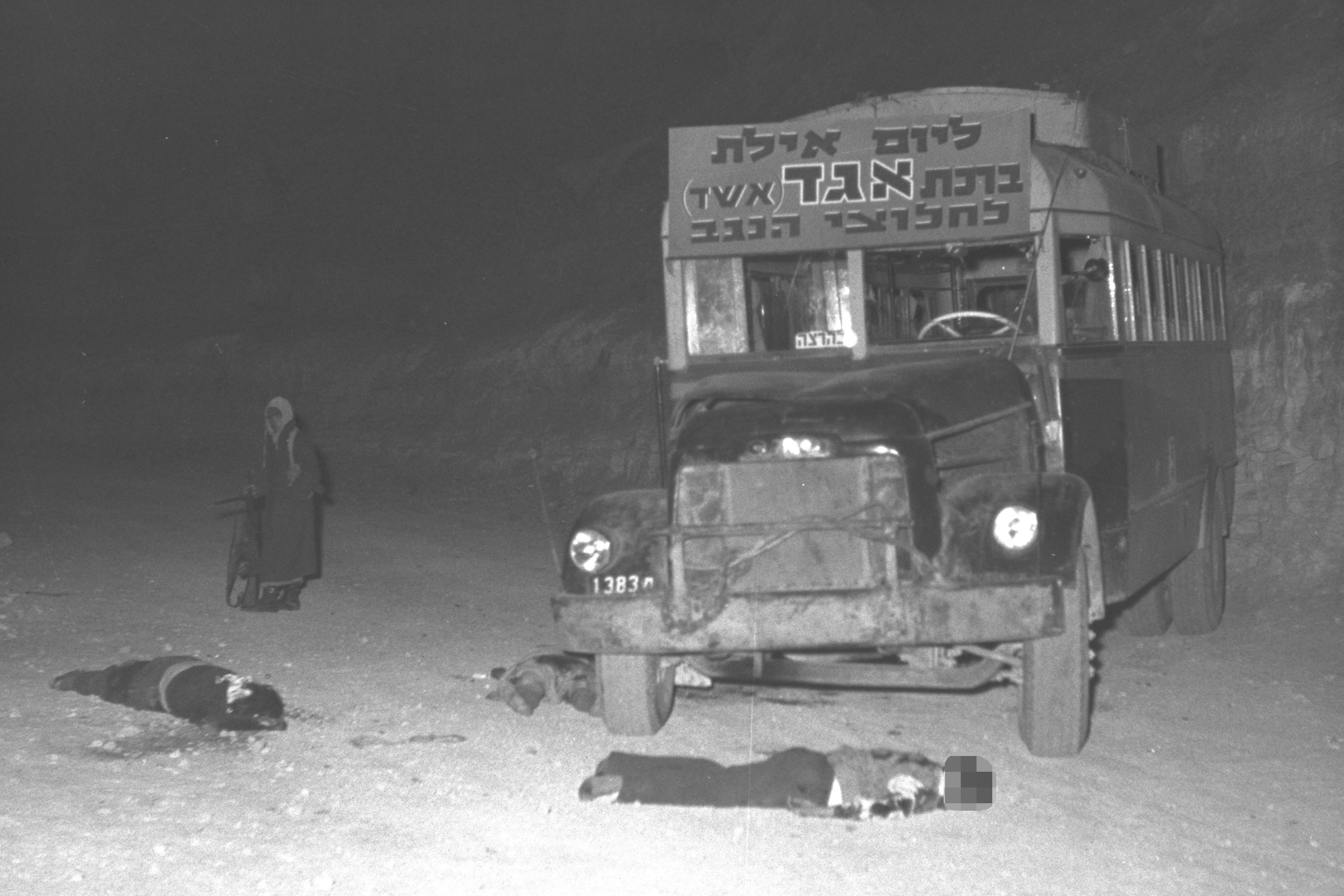
Scène du massacre de Ma'aleh Aqrabbim, le 17 mars 1954

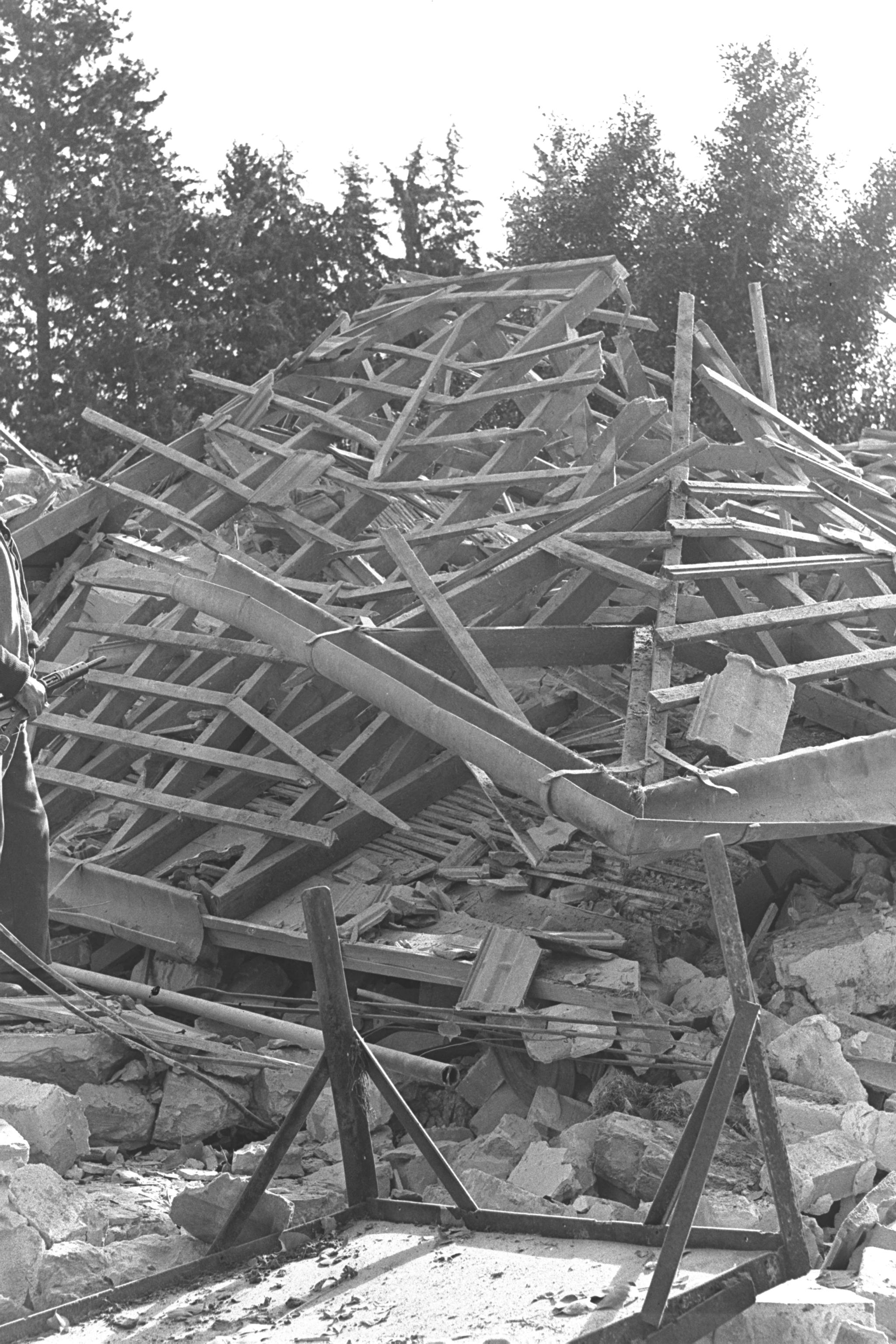
Ferme détruite à Tel Mond par des fedayin, lors d'une attaque contre le village en 1956

À la suite de la défaite arabe de 1948, des Palestiniens s'infiltrent clandestinement au travers de la ligne d'armistice en territoire israélien. À partir de 1953, la Jordanie et l'Égypte encouragent les infiltrés à commettre des attaques à la grenade et des fusillades contre les communautés israéliennes frontalières et contre la circulation automobile. Certaines attaques seront financées par le gouvernement saoudien et le mufti Amin al-Husseini. Des incursions armées par les Égyptiens sont parallèlement lancées depuis la Bande de Gaza, tandis que l'armée jordanienne participe à des attaques. Le Liban et la Syrie soutiennent également des groupes de fedayin. À partir de 1949 jusqu'à la crise du canal de Suez, 264 civils israéliens sont tués au cours de 729 attaques d'après les chiffres d'Uri Milstein. De 1951 à 1957, 400 Israéliens perdent la vie, et 900 sont blessés. 125 sont tués après 1957. Durant l'ensemble de la période jusqu'en 1967, le terrorisme des fedayin, par des attaques armées et des bombardements en Israël, fait 1300 victimes israéliennes.
Les infiltrations palestiniennes commencent dès la fin de la guerre tout le long de la ligne de cessez-le-feu tortueuse avec Israël. Elles sont accompagnées d'attaques contre les civils auxquelles Israël répondent par des opérations de représailles ainsi qu'en installent des avant-postes du Nahal le long de la ligne de cessez-le-feu. Les véhicules israéliens sont pris en embuscade, les routes sont minées, des dispositifs piège sont placés dans les champs et les fermes sont prises d'assaut.
Ces infiltrations sont composées à la fois de réfugiés, de terroristes et de criminels qui infiltrent Israël pour différentes raisons : « de la cultivation agricole, des vols, des brigandages, des pillages, des meurtres, des assassinats et des sabotages ». Face à ces violations de l'armistice, Israël mène une politique de représailles et à partir de 1954, les bases palestiniennes et militaires arabes sont visées, alors qu'Israël tient les gouvernements arabes comme responsables des attaques sur son territoire.
De leur côté, les pays arabes en guerre avec Israël, incitent à la violence contre Israël et propagent de la propagande antisémite, en particulier dans la bande de Gaza. Le gouvernement jordanien affirme que pour promouvoir la cause palestinienne, des initiatives politiques et éducatives dans le monde arabe sont nécessaires « pour concentrer les efforts dans le combat contre Israël ».
En 1951, le roi de Jordanie Abdallah Ier est assassiné par un terroriste palestinien.
En 1952, après la révolution égyptienne, l'Égypte soutient et encourage des attaques en Israël de nature terroriste et organise les fedayin de la bande de Gaza en unités paramilitaires.
Les habitants frontaliers témoignent de leurs sentiments de terreur et de conditions de vie difficiles qui sont accompagnées de pillages, de meurtres, de vols d'animaux ou de récoltes, d'attaques armées et de poses d'explosifs par les terroristes palestinens. Par exemple les villageois de Givat Yeearim décident de protester à Jérusalem contre ces conditions de vie. En particulier ils sont victimes d'un brigand palestinien Mustafa Samwili qui forme un gang en 1952 actif pendant plus de quatre ans. Ce dernier est responsable de la mort de 20 Israéliens et est abattu en 1956 par la police après le meurtre d'un villageois.
En 1953, Israël essuie une série d'attaques terroristes. Un couple juif est tué dans le village de Tsipori, des tirs sont tirés conte un bus scolaire près de Meron tuant un enfant et un Circassien travaillant pour Israël est assassiné. D'autres attaques contre des civils et des véhicules se produisent.
Les attaques meurtrières et les sabotages commis par des unités de Fedayin ont des objectifs stratégiques d'après Ze'ev Drory : semer la discorde, causer de la destruction, troubler la circulation routière et créer de la panique dans la population israélienne. Après la réussite de l'opération de représailles israélienne du 28 février 1955 contre les forces égyptiennes de la bande de Gaza, les unités Fedayin entretenues par l'armée égyptienne, mènent une dizaine d'attentats en Israël.

#### Formation du Mouvement nationaliste arabe
George Habash et Hani al-Hindi assistent la formation du groupe clandestin kata'ib al-Fida al-Arabi (Bataillons du sacrifice arabe) avec des activistes syriens et des fugitifs égyptiens. Le groupe s'inspire du fascisme et conduit une dizaine d'attaques terroristes contre des cibles à Beyrouth et à Damas en août 1949. Le premier attentat laisse 12 morts et 27 blessés dans une synagogue de Damas. Les consulats britanniques et américains, une école étrangère et le bureau de l'UNRWA sont pris pour cible d'attentats à la bombe l'année suivante. Habash et Hindi deviennent insatisfaits du terrorisme sans un agenda politique claire, et décident dans un premier temps, d'organiser des actes de sabotage et des assassinats. Ils tentent par la suite, d'organiser une force paramilitaire associée au parti Ba'th mais la tentative d'assassinat ratée contre le président syrien, Adib al-Shishakli et contre Akram Hurani, amène à la brève arrestation de Hindi, et à la dissolution du Kata'ib. Ils rejoignent par la suite le groupe extrémiste al-Urwa al-Wuthqa (Le lien le plus ferme) qui vise à la destruction d'Israël. Le groupe d'influence fasciste, parle de « péril juif » et assimile le sionisme au judaïsme. Ils créent l'organisation Mouvement nationaliste arabe en 1951-1952. La nouvelle organisation crée un « Comité de résistance à la paix avec Israël », qui mobilise des militants et forme des cellules clandestines contre les plans de réinstallation de réfugiés de l'UNRWA de 1950 à 1953. Le groupe coordonne des attaques d'infiltrations en Israël après 1955, et grâce à des donateurs privés, ils parviennent à armer et financer des « moudjahidins », et des nouveaux recrus issus des camps de réfugiés.
L'organisation confronte les gouvernements arabes pro-occidentaux et anti-Nasser, dont en particulier la monarchie jordanienne. Elle mène une brève campagne de sabotage contre des cibles gouvernementales jordaniennes, avant que la branche jordanienne soit démantelée. Des militants de l'organisation sont invités par la suite au Liban par l'armée syrienne pour participer à la guerre civile de 1958 et recevoir de l'entraînement. L'organisation sert en mars 1959 aux intérêts égyptiens, en essayent de recruter des officiers irakiens après la chute de la monarchie. L'organisation aide au trafic d'armes aux insurgés à Oman et recommence une campagne d’attaques de sabotage en Jordanie en 1959-1960.

#### Après la campagne du Sinaï (1956-1967)
La campagne du Sinaï marque la fin du terrorisme fedayin, Israël élimine les bases palestiniennes et garantit 9 années de calme relatif. Une organisation palestinienne est créée peu après la campagne, et le terrorisme prend la forme d'un terrorisme national mené par le nouveau mouvement palestinien. Cette nouvelle organisation vise à l' « extermination » d'Israël et de sa société. L'organisation empreinte le nom Fatah.
L'organisation Fatah est créée à partir de réfugiés palestiniens de Gaza et de membres des Frères musulmans. L'une des figures de l'organisation venait du Caire, Muhammad Abd-al-Ra'uf al-Qidwa al-Husayni (connu comme Yasser Arafat), et avait appartenu au groupe armé de Abdel-a-Qadir al-Husayni puis à un contingent des Frères musulmans durant la guerre de 1948-1949 
et avait participé à des attaques des Frères musulmans contre les Britanniques le long du canal de Suez de 1950 à 1954. Une autre figure Khalil al-Wazir (souvent considéré comme le fondateur de l'organisation), avait formé un groupe de « mujahidin » en 1949 puis avait rejoint les Frères musulmans en 1951. Le groupe de jeunes, dont beaucoup ont entre 14 et 16 ans, reçoivent un entraînement par l'armée égyptienne à El-Arish. Le bannissement des Frères musulmans d'Égypte en octobre 1954, mène Wazir et des compagnons à quitter le groupe et à se lancer dans des attaques de sabotage en Israël à la fin 1954 et début 1955. Ils fournissent à des Fedayin des armes pour des raids. Wazir revendique de nombreuses attaques pour augmenter la popularité de son groupe. Avec la guerre de 1956, le besoin de créer un groupe palestinien contre Israël se fait sentir, et le nouveau groupe qu'il forme tire la plupart de ses militants des Frères musulmans. Des dizaines d'autres groupes sont formés comme le groupe Katai'b Muhammad, actif contre les services de sécurité syriens au début des années 1960.
L'idéologie du Fatah est la destruction d'Israël : « libérer l'entièreté de la Palestine et détruire les fondations de ce qui est décrit comme un état et une société d'occupation sioniste et colonialiste. ». Le Fatah voit dans la violence une arme psychologique, ce qui est illustré par la déclaration du groupe en 1968 : « la stabilité psychologique, la paix avec l'ennemi et la recherche de l'indulgence matérielle sont autant de facteurs qui, s'ils durent, permettront aux complots colonialistes de tuer l'esprit de lutte palestinien et d'assimiler les Palestiniens en leur sein. ».
Le Fatah établit une cellule au Qatar et une autre dans un cercle étudiant d'Allemagne de l'Ouest ainsi qu'un camp d'entraînement en Algérie. L'organisation « El-Fatah », organise dès 1958, une campagne de propagande en direction de la jeunesse palestinienne.
Au début des années 1960, deux principales organisations paramilitaires palestiniennes se sont formées : l'OLP formée et entrainée par l'Égypte ainsi que le Fatah, soutenue et armée par la Syrie. À partir du rapprochement entre ces deux puissances régionales, l'OLP fonde une nouvelle organisation, les Héros du retour (Abtal al-Awda) basée au Liban et qui rivalise avec le Fatah. L'OLP est dans un premier temps organisé pour combattre l'existence d'Israël.
Le Fatah commet son premier attentat le 1 janvier 1965 contre l'aqueduc national d'Israël. En 1965, le Fatah établit des liens avec la Syrie, qui finance et fournit de l'armement et de l'explosif. Dès le début de 1966, la Syrie permet aux terroristes du Fatah d'infiltrer Israël par le plateau du Golan sous son contrôle. Cependant des tensions se manifestent rapidement sous le prétexte que l'organisation ne coordonne pas suffisamment ses attaques, mais aussi selon une volonté du parti Baath d'en faire son organisation satellite. Des membres sont arrêtés ou tués. Le Fatah augmente ses infiltrations à la veille de la Guerre des Six jours.
De son côté, Gamal Abdel Nasser, inquiet que le terrorisme indépendant du Fatah mène à une perte de contrôle de la situation géopolitique, déclare que les armées arabes se considèrent en état de guerre contre l'organisation.
L'OLP est fondée sur une base de militants palestiniens et de radicaux. Le Fatah, qui était la principale faction, avait été créée en 1958 comme un « mouvement de libération », et s'était organisé sous forme de sociétés secrètes.
Les factions révolutionnaires, comme le FPLP et le FPLP-CG initient une vague d'attentats terroristes en Europe de l'Ouest et au Moyen-Orient.
Selon Aziz Dweik, ce sont les Frères musulmans en Égypte, qui ont joué le rôle d'« incubateur » à la fois des nationalistes palestiniens comme Abou Iyad, Abou Jihad et Abou Mazen ainsi que des islamistes du Hamas.
En 1963, le Fatah est l'organisation la plus populaire et prend le contrôle de l'OLP, avec Yasser Arafat à sa tête. Georges Habache, à la tête du FPLP établi en décembre 1967, entre en compétition jusqu'à la dissolution du FPLP. En 1966 est aussi créé par la Syrie, As-Saiqa et le Front de libération arabe par l'Irak.
En 1965, les États de la Ligue arabe acceptent la proposition de l'OLP de création d'une Armée de libération de la Palestine. Le groupe armé est financé par la Ligue arabe et les bases paramilitaires sont créées en Égypte, en Syrie et en Irak. Le mouvement national palestinien et ses différentes constituantes se fédèrent autour de Yasser Arafat et de l'OLP, l'« Organisation de libération de la Palestine », qui opte pour la lutte armée et l'usage du terrorisme contre Israël et ses alliés, ainsi que contre la Jordanie.
Durant deux ans et demi menant à la guerre des Six Jours, le Fatah conduit des centaines d'attaques transfrontalières en Israël, qui sont pour la plupart repoussées par l'armée israélienne.
En octobre 1966, apparaît une nouvelle organisation, Abd el-Kader Husseini Unit suivie par d'autres unités de Ahmed Jibril, sous les ordres du régime syrien et ayant le soutien de l'OLP. Par la suite, le début des activités terroristes de l'OLP est marqué par de la rivalité avec le Fatah. En 1967 les activités terroristes augmentent jusqu'à la défaite arabe de la guerre des Six Jours, qui s'ensuit par l'apparition de nombreuses cellules terroristes.

#### Défaite de la guerre des Six Jours (1967-1973)
Après la défaite arabe de la guerre des Six Jours, les dirigeants de l'OLP parviennent à éviter la capture, et le Fatah se lance dans des attaques transfrontalières depuis la Jordanie. L'impact limité de ces incursions sont exagérés par la propagande de l'organisation. L'objectif des groupes palestiniens, de la destruction d'Israël pour le remplacer par un État palestinien semble dorénavant beaucoup plus illusoire. Les Palestiniens deviennent une force politique autonome. Ils attirent des forces d'extrême gauche et panarabes, dont celles de Georges Habache. Les groupes palestiniens percevant la défaite comme un abandon du combat contre Israël se lancent dans des attaques terroristes sensationnelles visant en particulier à marquer l'opinion publique. Israël y répond par des opérations de représailles contre les infrastructures terroristes.
Les Palestiniens adoptent une nouvelle stratégie : l'exportation du terrorisme au-delà du Moyen-Orient, pour gagner des concessions et influencer les pays occidentaux,.
Cette période voit ainsi l'émergence et le développement du nationalisme palestinien ainsi que la poursuite de la guerre « par d'autres moyens » et par un « terrorisme international ». Des camps d'entraînements palestiniens sont établis grâce au financement de la Syrie, l'Irak, l'Égypte et la Libye.
En 1967, les attaques terroristes sont concentrées à partir de la bande de Gaza et depuis la frontière jordanienne. De juin 1967 à décembre 1968, 157 attaques sont menées à l'intérieur d'Israël, contre des centres civils comme les marchés ou les stations d'autobus causant la mort de 47 civils. De plus de nombreux terroristes attaquent les communautés israéliennes frontalières avec plus de 1 029 attaques. En réaction, l'armée israélienne mène des opérations « anti-terroristes », qui coûtent la vie à 234 soldats. Des Palestiniens qui auraient collaboré ou travaillé avec Israël sont aussi exécutés dans la bande de Gaza: plus de 138 morts et 1 199 blessés par cette politique de 1968 à la fin 1971.
Dès la fin des années 1960 jusqu'au milieu des années 1970, le terrorisme devient l'arme essentielle du mouvement palestinien. Avec une absence de stratégie au terrorisme, le mouvement palestinien ne parvient pas à mobiliser les masses populaires. Les Israéliens, puis également des cibles juives, occidentales et américaines sont victimes des attaques terroristes palestiniennes. La tactique des groupes palestiniens comporte « les détournements d'avions, les kidnappings, les meurtres, fusillades et attentats à la bombe ».
Le 18 mars 1968, une mine explose sous un autobus scolaire, tuent deux adultes et blessent 28 enfants. Israël lance une opération de représailles contre Karameh, une « base » palestinienne. Après la bataille de Karameh, l'OLP présente les combats comme une victoire. L'OLP gagne en popularité et en soutien et est contraint de changer l'organisation alors qu'elle grandit rapidement. L'OLP organise des mobilisations et de l'éducation idéologique pour les masses. L'OLP devient représentative du peuple palestinien après la guerre des Six Jours, et en 1969, le Fatah prend le contrôle du comité exécutif de l'OLP. Cette base s'étend considérablement et évolue en une entité politique et a un organe paramilitaire employant une tactique terroriste.
Le FPLP fondé en 1967 par George Habash prône une révolution multinationale. L'organisation qui se décrit comme marxiste est le plus actif dans le terrorisme dans les années 1970 avec 800 membres. Le FPLP est responsable d'attaques terroristes internationales, en particulier une campagne de piratage aérien de 1969 jusqu'à 1970. Le FPLP établit une collaboration avec des groupes terroristes européens et en particulier avec Carlos. Le FPLP-CG est fondé par Ahmed Jibril en 1968, à partir d'une frange extrémiste du FPLP, et mène de nombreuses attaques transfrontalières en Israël. Le Front démocratique de libération de la Palestine se sépare du FPLP en 1969, et se divise en deux factions en 1991. Composée de 500 membres, elle commet en particulier des attentats à la bombe et des attaques transfrontalières meurtrières.

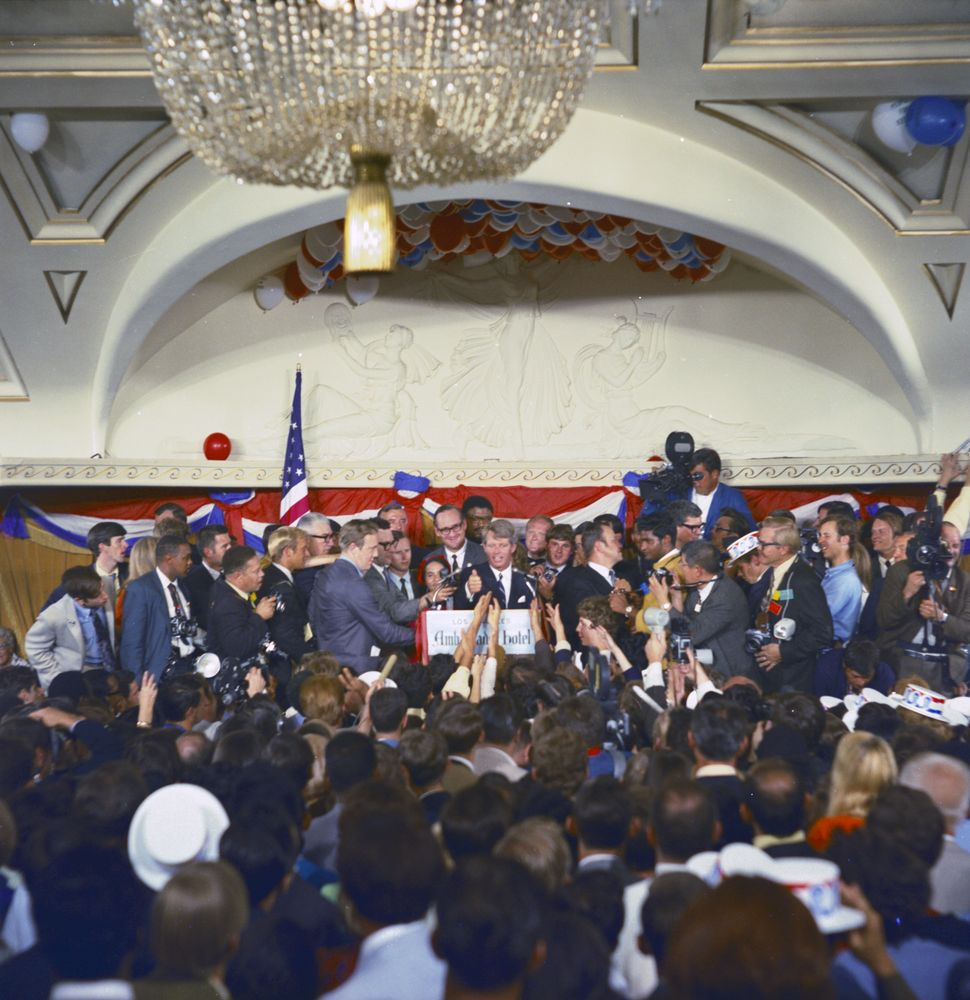
Robert F. Kennedy donne un discours avant d'être assassiné par un terroriste palestinien le 5 juin 1968

Le 5 juin 1968, Robert F. Kennedy est assassiné par un terroriste palestinien. Ce dernier justifie l'homicide pour le soutien d'Israël durant la guerre des Six Jours.
Autre fait marquant, en 1968-1969 est formée l'unité 14 du Fatah, composée de pilotes et techniciens formés en Algérie, au Maroc et en Libye. L'intention initiale de ses fondateurs était de former des pilotes pour l'exécution de missions suicides contre des cibles stratégiques en Israël. Cependant ces projets sont abandonnés et le groupe sera exploité en coordination avec les forces aériennes d'autres pays arabes dans leur guerre contre Israël.
Le 22 juillet 1968, le FPLP détourne un avion El Al et le redirige vers l'Algérie. La prise d'otage palestinienne des passagers du vol dure 39 jours, l'une des plus longues de l'histoire du piratage aérien. Le FPLP produit un incident international. Les autorités algériennes prennent les otages et en libère 19 puis encore 10 deux jours plus tard. Tandis que les autorités algériennes refusent de libérer les sept derniers otages et cinq membres de l'équipage, le FPLP exige la libération d'un millier de fedayin prisonniers. Israël demande des actions aux Nations unies et menace d'intervenir militairement pour libérer les otages. L'association internationale des pilotes menace de boycotter les vols vers l'Algérie, l'Italie tente une médiation et la pression augmente en Israël alors que le 29 septembre, une patrouille israélienne est victime d'une embuscade palestinienne dans le Sinaï (deux morts et un israélien est kidnappé). Finalement après des pressions, le 1er septembre Israël libère 16 prisonniers fedayin et l'Algérie libère les otages.
De nombreux piratages aériens suivent : deux jours après la Noël de 1968, le FPLP tue un passager et en blesse deux à l'aéroport d'Athènes, le 18 février 1969, un autre passager est tué à Zurich et quatre autres sont blessés à nouveau par le FPLP puis un nouveau piratage aérien d'envergure est mené par la terroriste Leïla Khaled aboutissant à la prise en otage de deux passagers pendant 6 semaines jusqu'à leur échange contre deux soldats syriens. Ces attentats sont suivis par une attaque à la grenade à Munich laissant deux morts et une autre à Athènes tuant un enfant de quatre ans.
Les attentats du FPLP, visent à terroriser les passagers israéliens, mais aussi les touristes qui se rendent en Israël, de détériorer l'économie israélienne et d'isoler le pays.
Selon Bruce Hoffman, l'ère moderne du terrorisme transnational, remonte au détournement du vol El Al le 22 juillet 1968, par le FPLP. Après quarante jours de négociations, Israël est contraint de céder aux demandes des preneurs d'otages. Le nombre d'attaques terroristes transnationales à considérablement augmenté après cet événement. La violence contre Israël augmente alors même que le pays subit une pression internationale pour faire des concessions aux terroristes palestiniens.
L'une des caractéristiques spécifiques du terrorisme palestinien à cette époque, est que les attentats sont organisés dans le monde entier, les organisations terroristes ne se limitent pas au territoire de la Palestine. Les attentats jusqu'aux années 1980, représentent alors un enjeu symbolique et publicitaire de la cause palestinienne. Sont menés alors des opérations spectaculaires de « terrorisme publicitaire » contre des cibles occidentales.
La combinaison de l'effet spectaculaire de l'attentat et la couverture télévisée attire une « sympathie » pour les preneurs d'otages. Georges Habache décrit l'efficacité du piratage aérien dans une interview de 1970 : « Lorsque nous détournons un avion, cela a plus d'effet que si nous tuons une centaine d'Israéliens au combat ». Et il ajoute une motivation : « Il [le monde] nous a simplement ignoré. Au moins le monde parle de nous aujourd'hui ».
La période de 1968 à 1970, connaît plus de 140 attaques menées contre des cibles en Israël: principalement des infiltrations de cellules terroristes, embuscades, fusillades dans les localités juives ainsi que des poses d'explosifs, août 2010. À cela s'ajoute, 33 attaques menées contre des cibles de l'aviation.
Le 22 février 1970 marque une augmentation du terrorisme, alors que deux bombes sont posées sur deux avions en route pour Israël, l'avion Austrian Airlines parvient à faire atterrir l'avion endommagé tandis que le vol Swiss Air 330, se crashe sur Zurich faisant 47 morts. La même année, la bombe posée dans un cinéma de Tel Aviv par Fatma Bernawi est le premier attentat palestinien meurtrier à être médiatisé dans le monde selon Gilles Ferragu.

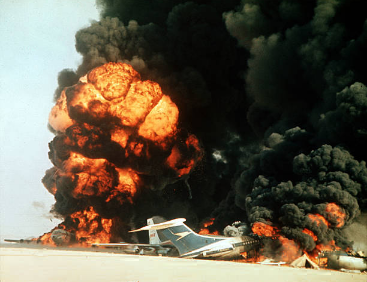
Le 12 septembre les terroristes du FPLP détruisent les avions civils détournés en Jordanie

Le front populaire détourne des avions américains à Zarka en septembre 1970 et garde en otage des centaines d'occidentaux. À la suite de ces événements, la Jordanie réprime les organisations palestiniennes. Les 20 000 fedayin entretenus par la Jordanie entrent en conflit avec le gouvernement, un conflit qui coûtera la vie à des milliers de personnes. En 1971, l'armée jordanienne tue et fait fuir les derniers d'entre eux. La Syrie devient ainsi le nouveau centre du terrorisme palestinien, avec comme opérations, des colis piégés, des détournements d'avions et des tueries. À la suite de ces événements émerge le groupe terroriste Septembre noir, qui va façonner le terrorisme palestinien. Le Fatah crée l'organisation, qui suit l'initiative du FPLP en étendent ses opérations terroristes au-delà du Moyen-Orient. Ali Hassan Salameh, l'un des fondateurs de l'organisation Septembre noir, décrit les objectifs du terrorisme palestinien à ce moment : « on nous rejetait dans l'obscurité - une terrible obscurité. Il fallait que nous en sortions (...). Nous sommes sortis de l'ombre pour dire au monde : Nous existons toujours, même si vous nous avez temporairement chassés de Jordanie. ».
Le 28 novembre 1971, par vengeance, le Premier ministre jordanien Wasfi Tal est assassiné au Caire et les diplomates jordaniens sont pris pour cible.
Le Sud-Liban devient la base arrière du Fatah et d'autres organisations palestiniennes, qui attaquent et bombardent les villages israéliens frontaliers, tuent des villageois (dans certains cas par des tirs de lance-roquettes) et détruisent également les champs agricoles israéliens. Des camps d'entraînement sont créés pour 5 000 terroristes dont 1 500 volontaires libyens et syriens. Selon David Maïmon, la bande de Gaza connaît quant à elle, une diminution des attaques du fait à la fois des opérations de l'armée régulière israélienne et à la fois grâce à la reconstruction et à la rénovation par Israël des infrastructures civiles.
À partir des années 1970, le terrorisme palestinien devient la première cause de terrorisme en Europe. Mise à part les attentats terroristes échoués, de nombreux attentats n'ont pas été reportés dans la presse par peur de représailles. Beaucoup de pays européens ont en effet emprisonné des terroristes palestiniens. Le terrorisme palestinien est généralement sous-estimé, tandis que la préférence à commettre des attentats dans des pays occidentaux reste constante. Les motivations d'attentats sur le sol européen sont difficiles à décerner. Certains chercheurs voient l'Europe comme étant la scène des disputes moyen-orientales. Alexander et Pluchinsky décrivent quatre types d'objectifs ; l'intention de faire taire ou intimider des dissidents politiques ; faire pression sur des États, pour changer ses actions et ses politiques ; la revanche contre des individus ou des États ; ainsi que la demande de libération de prisonniers.
Dans les années 1970, l'Union soviétique somme le FPLP d'abandonner les détournements d'avions, s'opposant à cette méthode terroriste. En février 1972, après le détournement d'un avion Lufthansa, par Wadi Haddad qui exige une rançon de 5 millions de dollars et la libération de détenus en Allemagne, ce dernier se fait exclure de l'organisation. Ce dernier maintient des relations avec Georges Habache, devient autonome et grâce aux rançons, finance ses autres opérations. Il organise notamment le 30 mai 1972, la tuerie de l'aéroport de Lod qui fait 27 victimes, principalement des pèlerins portoricains. Dans la société civile, les auteurs de l'attentat sont décrits « comme de véritables héros nationaux ».
Le Fatah quant à lui, se lance dans des attaques et des sabotages en Jordanie et le 8 mai, un avion de la Sabena rempli de passagers est pris en otage. Dans la région du Hermon, le 19 juin, l'attaque d'un commando d'Ahmad Jibril contre un autobus touristique faisant 4 blessés, déstabilise la frontière israélo-libanaise et israélo-syrienne.
En Europe, une campagne de propagande du FPLP et du Fatah, associe les opérations palestiniennes à la guerre du Vietnam, en particulier grâce à des associations étudiantes.
Le 4 août, le Fatah commet un attentat à Trieste, en Italie, contre des réservoirs de pétrole, et affirme que l'attentat est : « dans le cadre des attaques contre les ennemis de la révolution palestinienne et des intérêts impérialistes qui soutiennent le sionisme ».
Le contre-terrorisme israélien lance une campagne d'assassinats ciblés contre les dirigeants des organisations palestiniennes. La direction du Fatah réactive l'organisation Septembre noir et celle-ci orchestre un attentat contre les athlètes olympiques israéliens à Munich. L'attentat galvanise le soutien palestinien aux organisations terroristes et des milliers d'entre eux rejoignent des groupes terroristes.
En réaction, Israël lance diverses opérations contre les infrastructures et les dirigeants des organisations palestiniennes, au Liban, en Libye et ailleurs.

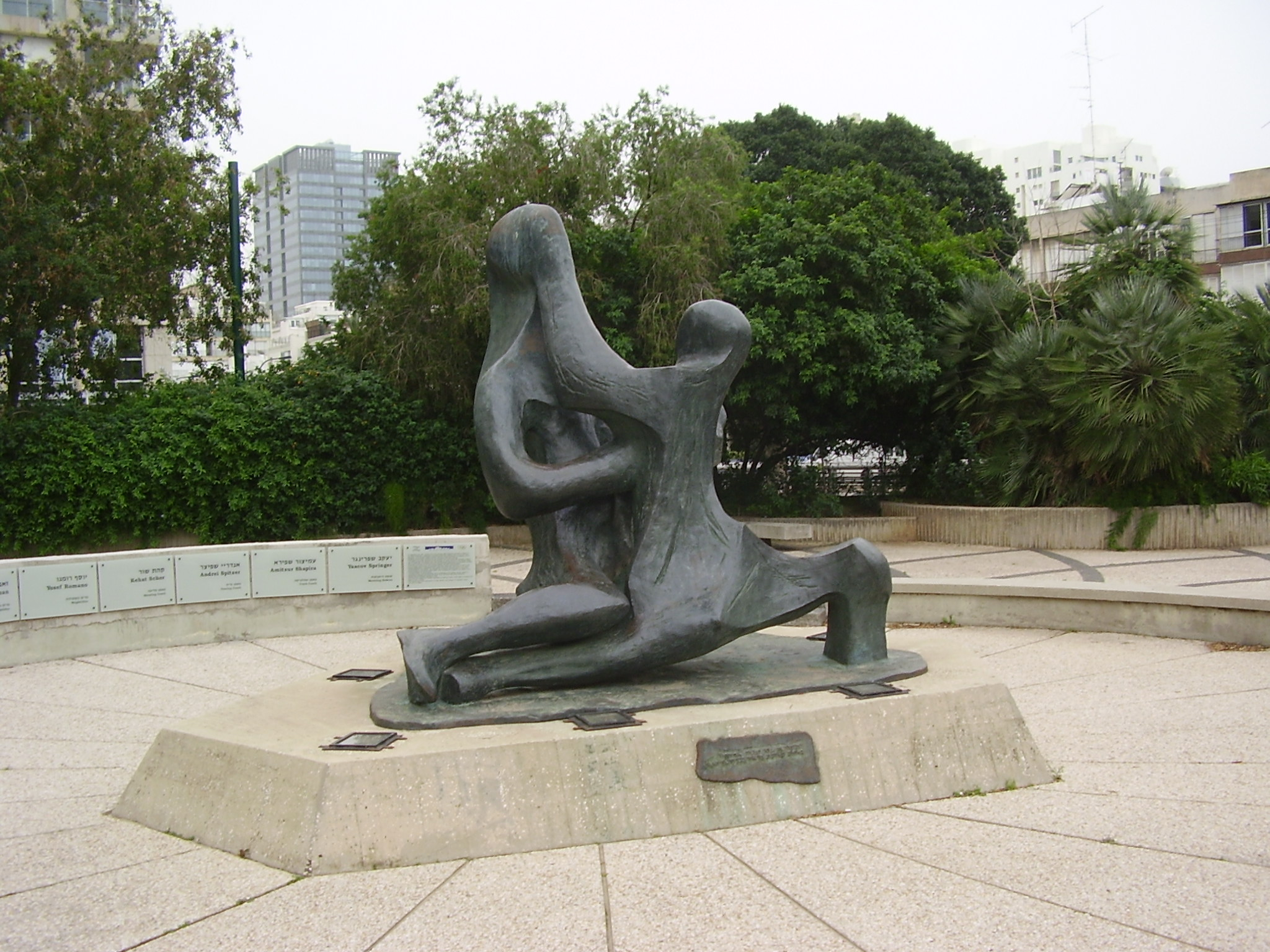
Mémorial du massacre de Munich à Tel Aviv, commis par le groupe terroriste Septembre noir en 1972.

D'après Helena Cobban, ce n'est qu'après le massacre de Munich, que le Fatah s'éloigne progressivement du terrorisme.
Le 1er mars 1973, l'ambassade saoudienne de Khartoum est attaquée par un commando palestinien. 10 diplomates sont pris en otage, puis l'ambassadeur américain est assassiné ainsi qu'un diplomate américain et un diplomate belge. Cette attaque va augmenter la pression sur le Fatah pour s'éloigner du terrorisme international.
Avec l’aide des services irakiens, Abou Nidal est créée par Sabri al-Banna, en liaison avec Abd al-Ghafur basé en Libye.
Le 28 septembre 1973, deux membres de l'organisation Sa‘iqa, font 3 otages juifs et un otage autrichien dans un train de Tchécoslovaquie vers l'Autriche transportant des émigrants juifs soviétiques. Le gouvernement autrichien cède aux demandes des terroristes, ce qu'Israël perçoit comme une victoire diplomatique du terrorisme palestinien.
Wadie Haddad prône un terrorisme internationalisé, spectaculaire et s'appuyant sur des liens avec l'extrême gauche radicale occidentale. Il s'associe avec le mercenaire Illich Ramirez Sanchez, connu comme Carlos. Ce dernier commet de nombreux attentats en Europe, comme l'attentat du drugstore de Saint-Germain à Paris le 15 septembre 1974.
Zehdi Lahib Terzi, représentant de l'OLP comme observateur aux Nations unies, reconnaît dans une interview de 1976 que « les premiers pirates de l'air ont éveillé la conscience du monde et ont éveillé les médias et l'opinion mondiale beaucoup plus et plus efficacement que 20 ans de plaidoirie aux Nations unies ».

#### Après la guerre du Kippour (1973-1987)

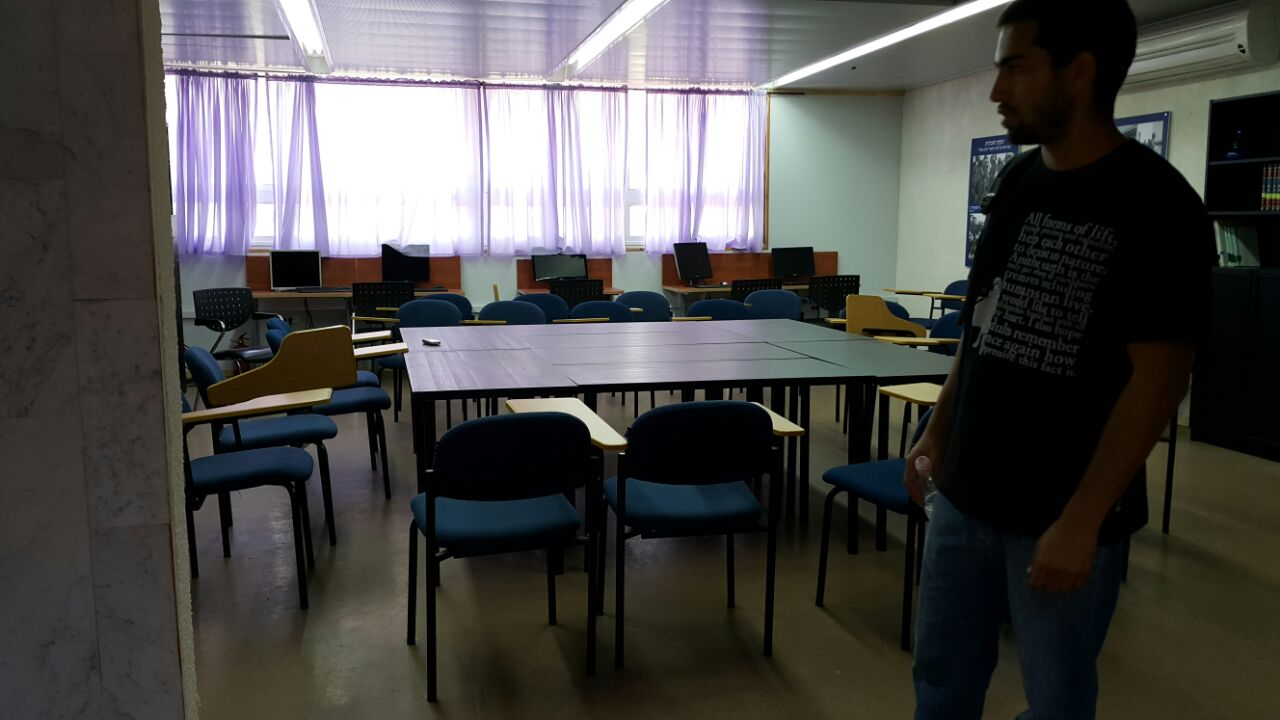
La salle de classe où s'est déroulé le massacre de Ma'alot

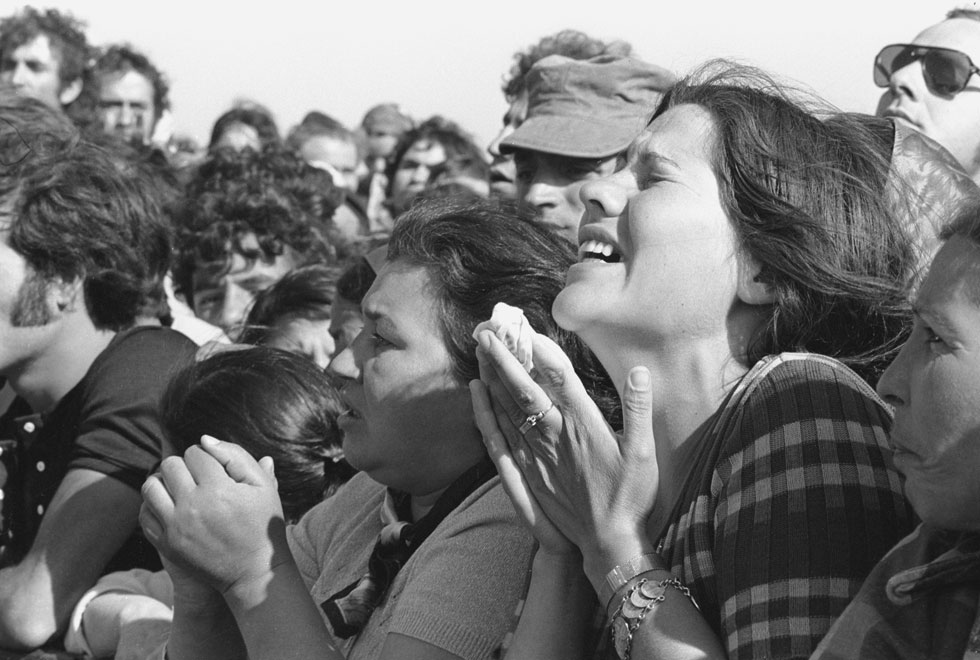
Proches des victimes du massacre de Ma'alot lors de l'enterrement des 22 enfants massacrés et cinq autres personnes dont une femme enceinte

L'OLP passe d'une organisation considérée comme terroriste par Israël et l'Occident, à un partenaire pour des négociations. Yasser Arafat développe en 1973 l'idée d'un État sur les territoires occupés, tout en n'abandonnant pas l'idée de la « libération de la Palestine », la conquête de l'État d'Israël. En 1974, à la conférence de Rabat, la Ligue arabe décide que l'OLP est le seul représentant des Palestiniens.
D'avril à décembre 1974, 59 Israéliens sont tués, principalement des civils, dont de nombreux enfants en particulier lors du massacre de Ma'alot et le massacre de Kiryat Shmona. De 1974 à 1975, la plupart des infiltrations sont arrêtées par les soldats israéliens. Ils parviennent néanmoins à prendre en otage l'hôtel Savoy et à tuer les otages (dont des touristes européens) et à bombarder les villages israéliens par 170 roquettes.
Le Liban de 1975 à 1982 devient le sanctuaire et la plaque tournante pour les entraînements paramilitaires des groupes palestiniens et d'autres groupes terroristes, en particulier pour la fabrication d'explosifs.
Durant la guerre civile libanaise, l'OLP joue un rôle dans les violences contre les chrétiens, et continue ses attentats en Israël comme le massacre du 11 mars d'un bus israélien par un terroriste de l'OLP, qui coûte la vie à 39 civils. Comme massacre commis par l'OLP au Liban, le massacre de Damour laisse plus de 500 morts principalement des civils chrétiens. Comme massacre du Fatah avec As-Saiqa, le massacre de Aishiyeh laisse plus de 70 morts civils chrétiens.
L'OLP tue également 80 personnes lors de l'attentat de 1978 contre le QG de l'organisation terroriste rivale pro-irakienne Front de libération de la Palestine.
Le 11 mars 1978, le Fatah commet un attentat contre un autobus civil en direction de Haïfa en réaction des accords de Camp David, initiant une paix israélo-égyptienne. Affichant sa volonté de faire échouer les accords de paix, Yasser Arafat reconnaît en juillet 1978 dans une interview à Al Hawadith, avoir commandité cet attentat.
En 1978, des terroristes palestiniens tentent de perturber l'économie israélienne en menaçant d'injecter du mercure dans les oranges israéliennes exportées.
Le 22 avril 1979, Samir Kountar et trois autres membres du Front de libération de la Palestine, infiltrent la ville de Nahariya par bateau et commettent un attentat qui tue quatre civils, dont un père et sa fille. Le père est tué à bout portant devant sa fille puis noyé dans la mer pour s'assurer qu'il était mort. Ensuite, selon la preuve médico-légale et le témoignage de la cour des témoins oculaires, la fillette est tuée par Samir Kountar, qui brise son crâne contre les rochers avec la crosse de son fusil. Avec les circonstances du meurtre de la fillette, l'attentat est considéré comme l'un des plus brutaux du terrorisme palestinien.
Le 7 avril 1980, des terroristes du Front de libération arabe prennent en otage un groupe de bébés et de jeunes enfants dans une crèche à Misgav Am. Un enfant de deux ans est assassiné, le gardien de la crèche ainsi qu'un soldat durant l'opération de secours. En réaction Israël mène une opération contre une infrastructure terroriste au Liban.
L'organisation terroriste la plus organisée, la mieux financée et la plus active au monde des années 1970 et 1980 était l'organisation palestinienne Abou Nidal. Elle était la plus active dans les années 1980 et le 27 décembre 1985, elle commet un double attentat à Rome et à Vienne tuant 17 personnes et en blessant plus de 100. Le 5 septembre 1986, elle commet le massacre de 22 fidèles d'une synagogue à Istanbul et le massacre de 22 passagers du vol Pan Am 73 à Karachi après l'échec des négociations.
Durant cette période apparaît également une faction du FLP, sous Abu Abbas, qui se fait connaître en utilisant des parapentes et des montgolfières dans des attaques contre Israël. Le groupe attire l'attention internationale avec le détournement du navire de plaisance Achille Lauro, durant lequel un Juif américain handicapé est jeté par-dessus bord. Le PLF qui débuta comme un groupe laïc et marxiste, se fragmente rapidement en trois factions, une pro-syrienne, une pro-libyenne et une pro-Yasser Arafat. Cette dernière qui était la plus significative, était celle dirigée par Muhammad (Abu) Abbas.

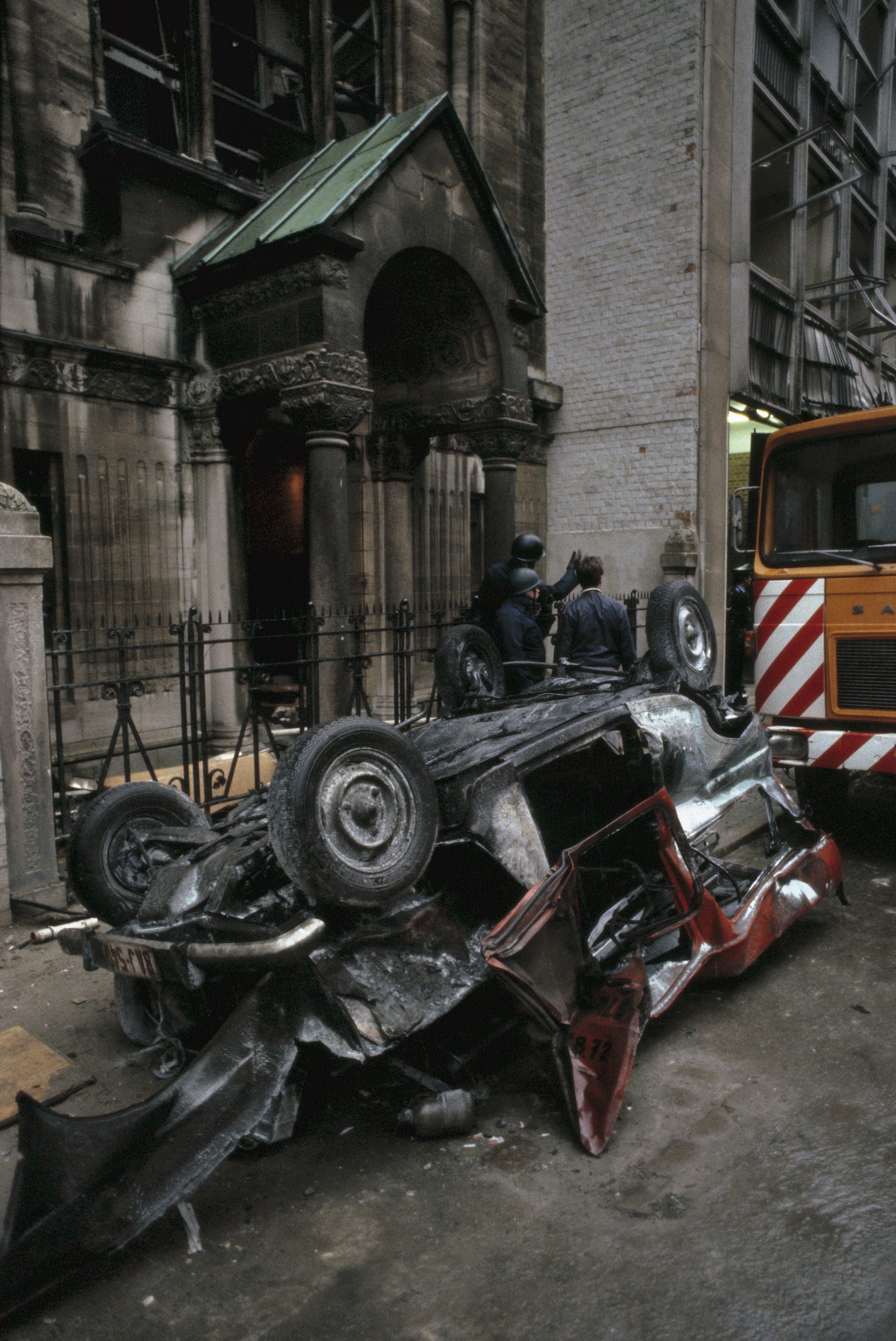
Attentat à la voiture piégée contre une synagogue d'Anvers, le 20 octobre 1981

De 1980 à 1982, 39 civils sont tués sur le sol européen et dans un attentat à la bombe de Nairobi, principalement ciblant des Juifs. En 1982 l'OLP continue ses bombardements des villages israéliens et Israël envahit le Liban et expulse l'organisation du pays. La défaite de l'OLP en 1982 et son expulsion de Beyrouth, permet à l'Iran de remplir le vide. Les islamistes palestiniens (dont le Jihad islamique) sont influencés par le Hezbollah qui introduit l'attentat-suicide à la bombe : « Les actes de terreur encouragent les islamistes palestiniens et l’absence de consensus national en Israël est prise comme un exemple de faiblesse ». À la suite de la guerre, les Palestiniens gagnent de la sympathie internationale alors que la presse internationale témoigne de violences dont ils ont également été les victimes. Pour Salim Tamari, le siège de l'OLP marque l'émergence d'une idéologie du triomphalisme religieux chez les Palestiniens.
Les attaques contre des cibles européennes, mais aussi en Australie, augmentent après la destruction des camps paramilitaires du Liban par Israël, en 1982. Selon Nathalie Cettina ce terrorisme transnational avait pour but principal de la propagande.
En 1983, le terrorisme palestinien s'en prend également aux troupes occidentales déployées au Liban, avec des attentats suicides qui causent la mort de 241 soldats américains et 54 soldats français. Ces derniers décident de retirer leurs troupes du pays.
En 1985, Israël accepte la libération de 1150 terroristes palestiniens de ses prisons, dont de nombreux condamnés pour des homicides, en échange de trois soldats captifs du Front Jibril. Certains d'entre eux avaient alors adopté les enseignements islamiques de Assad Bayoud al-Tamimi et formèrent la première faction du Jihad islamique après leurs sorties de prison.
Selon Ann Lesch, jusqu'en 1985, les Palestiniens ne se révoltent pas contre l'occupation des territoires de la Cisjordanie et de la bande de Gaza par l'armée israélienne.

#### Durant la première intifada (1987-1993)
Dès la fin de l'année 1987, une vague de révolte dénommée intifada, s'en prend également aux civils israéliens qui sont victimes de jets de pierres, de cocktail Molotov (et aussi de grenades) ainsi que des attaques au couteau. Plus de 528 Palestiniens sont exécutés sommairement à la suite d'accusations de collaboration avec Israël. La première intifada est perçue comme une réaction symbolique à l'humiliation musulmane et connaît un écho important dans le monde musulman.
De plus, elle est caractérisée par de nombreux champs et des forêts (principalement en Israël) qui sont brûlés par des militants palestiniens. L'Intifada voit aussi la création de l'organisation islamiste, Hamas. Des tracts distribués pendant la première Intifada illustrent la doctrine du groupe, titrés : « Palestine islamique de la mer [méditerranée] à la rivière [du Jourdain] ».
L'accident de voiture entre un véhicule militaire israélien et un autre véhicule palestinien le 8 décembre 1987, est utilisé comme motif à l'« Intifada » par les Palestiniens, y voyant une vengeance du meurtre d'un vendeur israélien deux jours auparavant.
La figure de l'Intifada Abou Jihad, panarabe et pan-islamiste, vise à importer l'intifada au Caire et à Amman et inquiète les États arabes voisins. Il commet de nombreux actes de terrorisme et sera assassiné par Israël en 1988.
Le 14 décembre 1988, sous la pression américaine et par l'intermédiaire de la Suède, Yasser Arafat accepte la condition posée par Israël : la condamnation du terrorisme « sous toutes ses formes » et le choix de « vivre pacifiquement au côté d'Israël ». Ce dernier déclare officiellement aux Nations unies qu'il « renonce à toutes formes de terrorisme ».
Le même mois, le FPLP-CG s'implique dans l'explosion du vol Pan Am 103 au-dessus de Lockerbie.
L'attentat du 6 juillet 1989, par un membre du Jihad islamique, est retenu comme le premier attentat-suicide palestinien. Cependant ce dernier n'était pas équipé d'une ceinture explosive et survit à son attentat, mais aurait planifié son suicide lors de celui-ci. Le Hamas commencera sa campagne d'attentats-suicides par la suite, qui deviendra sa principale tactique.
Le début du processus de paix dans les années 1990 résulte par une augmentation du terrorisme, en particulier par les groupes radicaux palestiniens qui rejettent les compromis de l'OLP avec Israël. L'attentat-suicide devient le type d'attentat le plus populaire et le plus pratiqué.
Le Hamas gagne en popularité à la fin des années 1980 et au début des années 1990 grâce à cette politique. Avec l'arrivée des attentats suicides, Arafat perd en popularité. Selon l'académicien palestinien Khalil Shikaki, l'Intifada fut exploitée par des jeunes fanatiques et en vue d'affaiblir la vieille garde palestinienne
Lors de l'invasion du Koweït, Saddam Hussein affirme vouloir défendre la cause palestinienne et l'OLP lui offre son soutien. En réaction les États du golfe Persique menacent de couper leurs soutiens financiers à l'organisation.
Les groupes palestiniens adoptent la même procédure que celle du Hezbollah : « sélection d'un candidat, entraînement et préparation psychologique, rédaction d'une lettre d'adieu et réalisation d'une vidéo avant l'attentat ». Fathi Shiqaqi, dirigeant du Jihad islamique, avait déjà développé un plan de martyr, caractérisé par des bombes humaines et inspiré par la justification théologique du Hezbollah. Pour Jeffrey William Lewis, les terroristes palestiniens se sont aussi inspiré du Hezbollah dans leur exploitation des médias après leurs attentats.
Le Jihad islamique commet des attaques au couteau durant l'Intifada, et plus tard commet une variété d'attentats-suicides et d'attaques terroristes, comme en février 1990, l'attentat contre un autobus touristique en Égypte, tuant 9 touristes israéliens. Le groupe lance des raids contre les villages en Israël et menace des cibles américaines.
En octobre 1990, des centaines de Palestiniens sortent de la mosquée al-Aqsa lancent des pierres contre les pèlerins juifs priant au mur des Lamentations et contre les policiers israéliens des lieux, qui abattent durant l'attaque 18 militants. Certains considèrent cet événement comme le premier attentat-suicide. Le Hamas appelle au Jihad et un terroriste palestinien tue trois Juifs avec un couteau de boucher dans la vielle ville. En 1991, le Hamas crée sa branche militaire Izz al-Din al-Qassam et commence à exécuter des Palestiniens accusés de collaboration et par la suite lance une campagne de voitures piégées. Fin 1992 le Hamas lance sa campagne organisée de terrorisme.
Selon Shaul Mishal et Avraham Sela, l'expulsion de 415 activistes islamiques au Liban par Israël en décembre 1992, joua un rôle significatif dans la décision du Hamas de mener une nouvelle campagne terroriste caractérisée par les attentats à la voiture piégée et les attentats suicides. En outre l'expulsion de la direction du Hamas ne mena pas à la dissolution de l'organisation, alors qu'elle est remplacée par les plus jeunes militants, plus orientés sur la violence jihadiste, que sur l'islamisation de la société.

#### Au cours du processus de paix
Le début du processus de paix dans les années 1990 résulte par une augmentation du terrorisme, en particulier par les groupes radicaux palestiniens qui rejettent les compromis de l'OLP avec Israël. L'attentat-suicide devient le type d'attentat le plus populaire et le plus pratiqué.
Le Hamas gagne en popularité à la fin des années 1980 et au début des années 1990 grâce à cette politique. Avec l'arrivée des attentats suicides, Arafat perd en popularité. Selon l'académicien palestinien Khalil Shikaki, l'Intifada fut exploitée par des jeunes fanatiques et en vue d'affaiblir la vieille garde palestinienne.
Les groupes islamistes augmentent leurs attentats alors que le processus de paix progresse. Les deux groupes islamistes, Hamas et Jihad islamique, sont responsables de 65 morts et 390 blessés israéliens en 1993, particulier par des attentats-suicides à la bombe, comme l'attaque du 4 octobre contre un autobus.
En 1993 les accords d'Oslo sont signés avec l'OLP pour mettre un terme au terrorisme et accepter une autorité palestinienne. Le Hamas refuse l'accord et augmente son nombre d'attentats. Le Hamas organise trois attentats dans le mois de la signature des accords d'Oslo, tuant 26 personnes. Le Hamas justifie ces attaques délibérées contre des civils à son public par la notion islamique d'« un œil pour un œil ». Les accords d'Oslo sont problématiques pour le Hamas et le Jihad islamique alors que les accords vont à l'encontre de leur projet d'un État islamique sur l'ensemble de la « Palestine historique », y compris le territoire d'Israël. Secondement les accords offrent au Fatah un statut dominant dans les institutions de l'Autorité palestinienne.
L'objectif de polariser (ou repolariser) le conflit par certaines factions palestiniennes fut une réussite. À cela s'ajoute en Israël, la remise en question de la sincérité d'Arafat, alors qu'il réfère dans différents discours en arabe : au jihad, au droit au retour inconditionnel et à l'épisode islamique de l'armistice de Khudaybiyya, perçu par les islamistes comme une tactique de compromis avec les infidèles.
Le premier attentat-suicide à la bombe est organisé le 16 avril 1993, en faisant exploser une voiture piégée entre deux autobus israéliens. Les attentats-suicides sont par la suite menés principalement contre des cibles civiles et plus rarement contre des cibles militaires, causant de nombreuses victimes et visent également à démoraliser la société israélienne Entre 1993 et 1999, 21 attentats-suicides sont menés. L'attentat-suicide contre des écoliers durant le Yom HaShoah renforce le sentiment parmi la population que les attentats sont une continuation de l'antisémitisme contre le peuple Juif. Deux attentats-suicides se déroulent durant la festivité de Pourim à Tel Aviv, une fête célébrant la survie du peuple juif et où beaucoup d'enfants sortent dans les rues déguisés.
En 1994, le Hamas tue 50 citoyens israéliens et en blesse plus de 150. En janvier 20 soldats et un civil sont tués en Israël par deux kamikazes. Un autre attentat est commis le 6 avril 1994, tuant 8 personnes à Afula. Rapidement suivi par d'autres attentats suicides : dans la ville de Hadera le 13 avril (5 civils tués), centre commercial de Tel Aviv en octobre (22 civils tués) et à Netzarim (3 soldats tués). En octobre, le Hamas kidnappe un soldat israélien, et demande en échange de sa libération, la libération de Ahmed Yassin et 200 militants prisonniers en Israël. L'opération de secours se résulte par la mort de l'otage. Le 9, le Hamas ouvre le feu sur des passants dans les rues de Jérusalem et le 19, un kamikaze se fait sauter dans un bus de Tel Aviv, blessant plus de 48 personnes.
En avril, Kamal Kahil, dirigeant du Hamas, est assassiné alors qu'il était recherché par Israël pour différents attentats à la bombe et par l'autorité palestinienne pour le meurtre de 16 personnes suspectées d'être collaborateurs. Le Hamas commet un double attentat-suicide à la bombe qui tue 8 personnes, en justifiant cela comme étant des représailles.
Une police palestinienne, au sein de l'Autorité palestinienne, est créée pour démanteler les cellules terroristes islamistes et faire cesser les attentats.

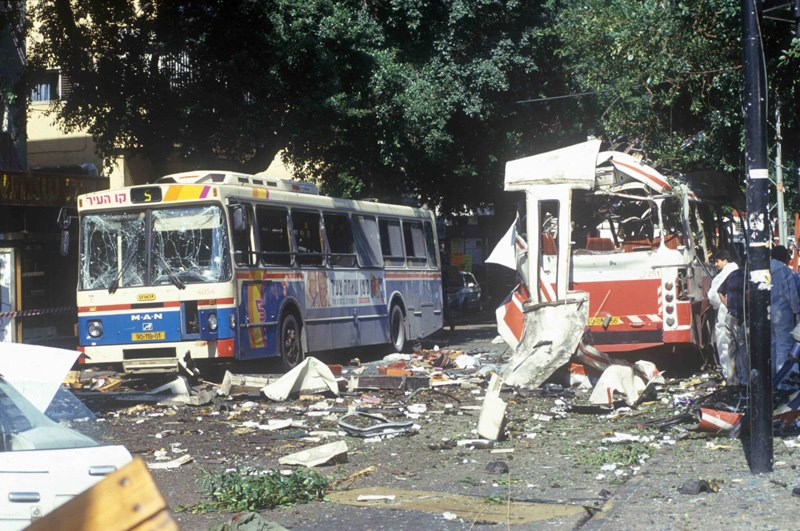
Scène de l'attentat du 19 octobre 1994 à Tel Aviv. 22 personnes sont tuées et 50 blessées

En 1994, l'autorité palestinienne réprime les groupes islamistes alors que ceux-ci violent les accords concernant la cessation du terrorisme. L'autorité palestinienne arrête 200 suspects, mais le Hamas continue sa campagne terroriste, avec notamment un attentat-suicide à la bombe le 24 juillet qui tue 6 personnes dans un bus à Tel Aviv, et un autre le 21 août, avec le même nombre de victimes. En novembre 1994, un affrontement éclate entre la police palestinienne et des partisans du Hamas, devant une mosquée à Gaza, qui se résulte par la mort de 16 personnes et fait 200 blessés. En réaction, Plusieurs centaines d'islamistes sont arrêtés, placés en prison avec leurs barbes rasées. En juin 1995, Arafat parvient à contracter un accord informel avec les islamistes pour mettre fin à leurs attaques terroristes. La police palestinienne manifeste son manque de professionnalisme dans différents événements : En 1996, au cours de sa gestion d'une bagarre dans un stade de football à Naplouse elle tue un supporter et en blessent deux autres, dans une dispute entre collègues une fille de 11 ans est abattue par erreur et des forces de l'ordre tirent sur des voitures. La police utilise également des méthodes d'intimidation et de torture. De plus en juillet 1994 et en septembre 1996, la police palestinienne échange des tirs avec l'armée israélienne.
Les services de contre-terrorisme israéliens, dont le Shin Bet, utilisent le recrutement d'informateurs palestiniens pour déjouer les attentats. Selon le porte-parole de l'armée israélienne, cette stratégie a permis de déjouer plus de 80 % des tentatives d'attentats.
Après le processus d'Oslo, de nombreux informateurs palestiniens des services de contre-terrorisme israéliens, sont contraints de s'installer en Israël, alors que l'Autorité palestinienne met en place une traque aux informateurs, mettent leur vie et celle de leur famille en danger de mort.
Le Jihad islamique suit le Hamas dans les attentats suicides et en commet un à Netanya le 22 janvier 1995 avec 20 morts.

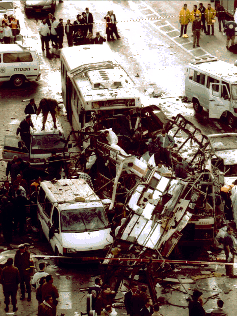
Un double attentat suicide du Hamas fait 25 morts civils à Jérusalem, le 25 février 1996

En fin février, après plusieurs mois de calme relatif et alors qu'Israël est en campagne électorale, le Hamas commet 5 attentats suicides majeurs qui tuent 59 personnes, en deux semaines : autobus publics, arrêts de bus et le centre commercial Dizengoff de Tel Aviv. Cette série d'attentats suicides de février à mars, est généralement considérée comme l'une des pires périodes d'attentats en Israël, avec des scènes de carnages répétés dans ses zones urbaines et une souffrance exprimée publiquement par la population du pays. Certains Palestiniens condamnent le « bain de sang » ainsi que certains théologiens islamiques. Des clous sont ajoutés aux explosifs causant de nombreuses blessures graves, choquant la société israélienne
En particulier le 3 et le 4 mars 1996, 32 civils israéliens sont tués à Jérusalem et à Tel Aviv. À Tel Aviv, le centre commercial Dizengoff est détruit à la bombe durant la festivité juive de Pourim, laissant 13 personnes mortes et 125 blessées. En réaction l'armée israélienne établit une zone tampon séparant Israël de la Cisjordanie et l'Autorité palestinienne déclare ses intentions de « coopérer complètement avec Israël pour éliminer le terrorisme ». Dans les faits, l'Autorité palestinienne lance des opérations policières dans des mosquées, centres islamiques et universités, arrêtant des centaines de suspects.
L'horreur des attentats favorise la victoire de Benyamin Netanyahu aux élections contre Shimon Pérès, tandis que l'implémentation des accords d'Oslo est retardée. Après la série d'attentats, Israël interdit l'accès aux Palestiniens à son territoire, défendant une mesure préventive et limité à la durée de haut risque d'attentats, estimant en outre que l'Autorité palestinienne n'a pas agi pour faire cesser les attentats. Arafat accuse Israël de punition collective et de nuire aux droits élémentaires palestiniens. Le gouvernement israélien estime les plaintes d'Arafat, comme de la propagande pour donner la fausse impression de manque de médicaments et de nourriture, tandis qu'aucune restriction ne concerne les marchandises entrant dans les territoires occupés.
Le Hamas justifie la continuation de ses attentats, alors qu'Israël continue sa guerre contre le terrorisme et impose des restrictions à la population palestinienne. En particulier, les assassinats de deux terroristes responsables d'attentats-suicides, Fathi Shiqaqi en octobre 1995 (membre du Jihad islamique) ainsi que de Yahya Ayyash en janvier 1996 (membre d'Izz al-Din al-Qassam), sont utilisés pour justifier une nouvelle série d'attentats par ces organisations islamistes.
Début 1997, trois personnes sont tuées et 48 sont blessés par une bombe à la terrasse d'un café de Tel Aviv. En juillet, 16 personnes sont tuées et 178 sont blessées dans une attaque de grande envergure contre le marché de Jérusalem. Une autre attaque à Jérusalem contre un centre commercial tue 5 personnes et en blesse 181.
En octobre 1998, différentes tentatives d'attaques terroristes de grande envergure sont contrecarrés grâce à la coopération entre les agences sécuritaires israéliennes et celles de l'Autorité palestinienne. Le Hamas ne rentre néanmoins pas en affrontement direct avec l'Autorité palestinienne, mais à la suite du décès des frères Awadallah, dirigeants de l'organisation, le Hamas vise à commettre de nouveaux attentats, qui seront justifiés comme des représailles au public palestinien.
Les tensions augmentent avec la signature des accords de Wye Plantation le 23 octobre 1998, dans la semaine, un attentat suicide d'Izz al-Din al-Qassam contre un bus scolaire israélien transportant quarante élèves de primaire, est tenté mais il est épargné de justesse, le terroriste au volant d'une voiture remplie d'explosifs percute la jeep du soldat escortant les élèves. La semaine d'après le Jihad islamique commet à son tour une tentative d'attentat à la bombe à Jérusalem. En réaction, l'Autorité palestinienne arrête des membres du Hamas conformément aux accords signés avec Israël.
Le Hamas investit ses efforts dans ses mosquées et ses associations sociales, éducatives et de la santé. Le Hamas parvient ainsi à élargir sa branche paramilitaire, le soutien moral dans la population palestinienne ainsi que le développement de son organisation interne.
Le Hamas réduit ses attentats durant les années suivantes, avec deux kamikazes en août et septembre 1996 et trois entre mars et septembre 1997. Au total 23 attentats-suicides entre 1994 et octobre 2000.
Selon Bruce Hoffman, l'utilisation des attentats-suicides par le Hamas était calculé, utilisant cette méthode peu coûteuse et efficace selon les terroristes. En réaction, les assassinats ciblés sont utilisés pour faire face au problème du développement de l'infrastructure et de la production de matériaux explosifs, utilisés pour les attentats-suicides.
Israël adopte une combinaison de mesures face au terrorisme, certaines ciblant les terroristes individuellement, d'autres visant à dissuader de commettre de nouveaux attentats : destruction des habitations des terroristes, imposition de couvre-feux sur des quartiers ou des localités, expulsion des terroristes, détention préventive de suspects et des procédures judiciaires.

#### Attentats suicides du début des années 2000

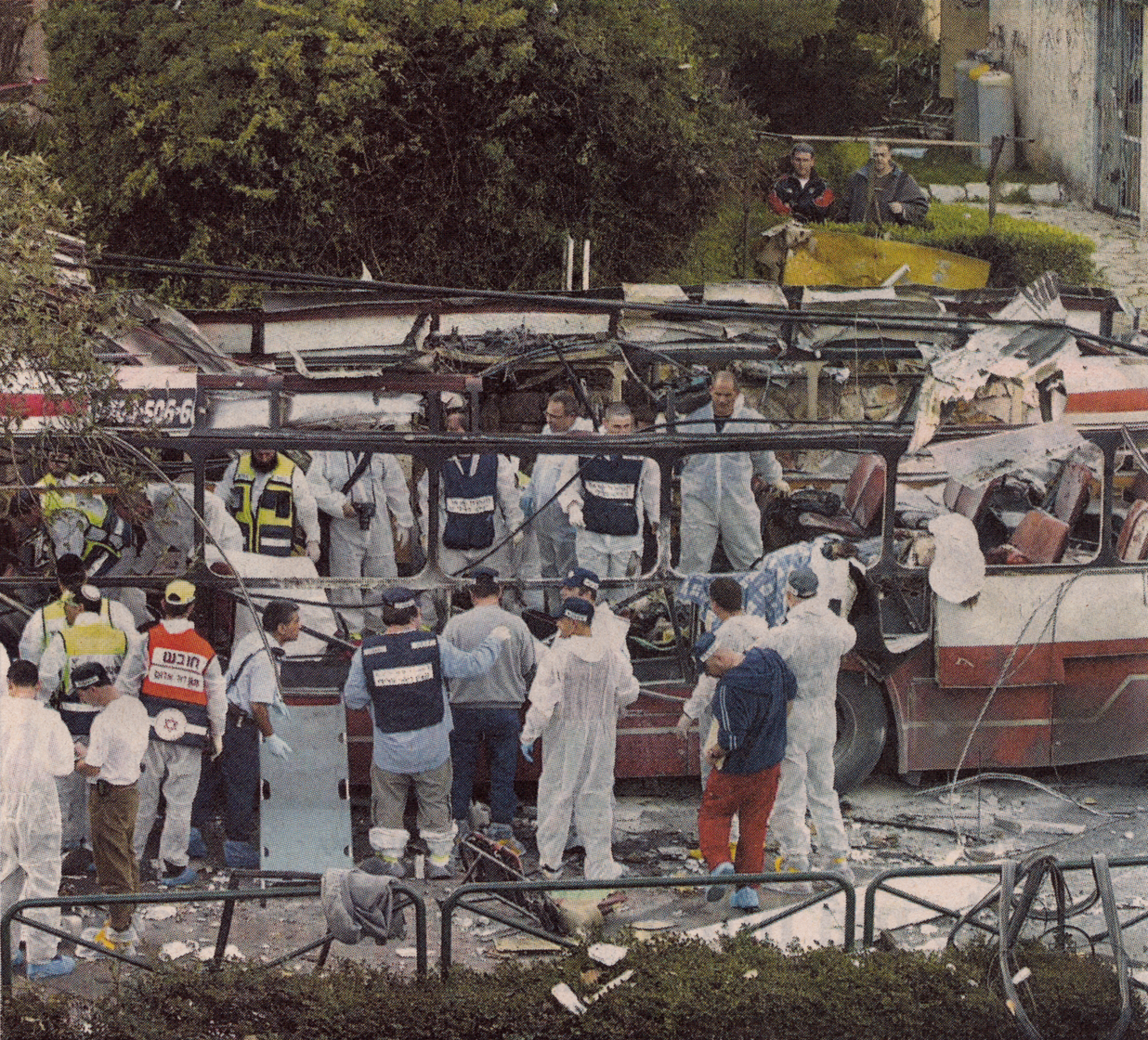
Scène après un attentat-suicide à la ceinture explosive dans un autobus lors de la seconde intifada

Scène après l'attentat-suicide dans un autobus le 16 juillet 2001. 2 passagers sont tués et 11 sont blessés

Après l'échec du processus d'Oslo en juillet 2000, le dirigeant de l'Autorité palestinienne Yasser Arafat, ainsi que les organisations terroristes palestiniennes appellent à une nouvelle vague de violence contre Israël. Le grand mufti de Jérusalem, Ekrima Sa'id Sabri lance l'alerte : « Al Aqsa est en danger », ce qui sert d'impulsion à la vague de violence.
Dès septembre 2000, c'est une nouvelle vague d'attentats qui cible principalement les civils israéliens vivant dans les territoires occupés et à partir de 2001, ce sont les attentats-suicides dans les villes israéliennes qui causent le plus de morts.
La période de 2000 à 2005, voit une augmentation dramatique du nombre d'attentats-suicides. Plus de 525 attentats-suicides sont menés dont 155 qui aboutissent. Le Fatah participe à ces attentats, à travers son organisation, Brigades des martyrs d'Al-Aqsa (en français).
En octobre 2000, le Hamas recommence une campagne d'attentats, avec un premier attentat à Jérusalem qui fait 15 morts. L'attentat-suicide est à nouveau utilisé comme un moyen de commettre des meurtres de masse et pour endommager la société israélienne. Les attentats-suicides parviennent à démoraliser la population, paralyser les centres-villes et à la dépression économique des années 2002-2003, De plus ils mènent à une radicalisation du public israélien et à la victoire de la droite en 2001. Les meurtres de masse font le plus de victimes dans les lieux bondés des centres-villes, comme les stations des transports en commun, les rues commerçantes, les restaurants, les cafés, les marchés, les supermarchés et centres commerciaux (Kfar Saba et Netanya) et les boîtes de nuit (Dolphinarium, Studio 49, Mike's Place et the Stage). Les groupes terroristes ciblent en particulier des endroits fréquentés par des enfants et des adolescents.
Avec le temps, d'autres groupes terroristes palestiniens se lancent également dans les attentats suicides et utilisent le langage du Jihad, dont le FDLP, le FPLP, Brigades des martyrs d'Al-Aqsa et un nouveau groupe an-Nathir. Selon Benmelech et Berrebi, de 2002 à 2006, 31 % des attentats du Hamas, 27 % de ceux du Jihad islamique, 20 % de ceux du Fatah, 11 % de ceux du Tanzim, 5 % de ceux des Brigades des martyrs d'al-Aqsa et 1 % des autres groupes, sont des attentats-suicides.
De plus comme particularité de la compétition entre les différents groupes, ceux-ci revendiquent fréquemment les responsabilités des mêmes attentats. Par exemple, l'attentat à la bombe contre un autobus du 17 juillet 2002 est revendiqué par pas moins de quatre groupes terroristes.
Pour Ismaël Haniyeh, en mars 2002, les Palestiniens ont enfin trouvé le point de faiblesse d'Israël. Avec des mots empruntés à Ben Laden, il décrit les Juifs comme « aimant la vie plus qu'aucun autre peuple, et ils préfèrent ne pas mourir ». Ahmed Yassine, leader spirituel du Hamas, décrit le terrorisme comme une arme psychologique qui va « faire tomber les Israéliens à genoux ».
La seconde intifada adopte la forme d'une révolte populaire durant les trois premiers mois durant lesquels Israël limite les pertes humaines en usant de méthodes non-létales. Cependant après cette période le nombre de pertes augmente dramatiquement, tandis que les forces palestiniennes créées sous les accords d'Oslo pour combattre le terrorisme, commencent à tirer sur l'armée israélienne depuis des groupes de lanceurs de pierres. Des techniques de guérilla et d'embuscades terroristes deviennent fréquents sous la Brigade des Martyrs d'Al-Aqsa. Les attaques sont menées contre les Juifs vivant dans les territoires occupés et contre le trafic routier, utilisant des tireurs d'élite, des engins explosifs improvisés et des tirs de mortier. Dès le début de 2001, les groupes terroristes palestiniens attaquent les civils israéliens avec le nombre de victimes le plus important au début de 2002. D'octobre 2000 jusqu'à la fin 2001, le Hamas organise 39 attentats-suicides. La période la plus meurtrière est organisée en 2002 avec 59 attentats-suicides et avec des attentats également menés par les Brigades des Martyrs d'Al-Aqsa.
Selon la chercheuse Mia M. Bloom, dès le début de la Seconde Intifada, le Fatah décide d'utiliser les attentats-suicides alors que le groupe Hamas commence à remettre en cause son hégémonie et gagne en popularité grâce à sa stratégie d'attentats-suicides à grande échelle. Bien que le Fatah condamnait cette méthode terroriste, le groupe décide tout de même de l'adopter à travers ses Brigades des martyrs d'Al-Aqsa, à un moment où ses attentats à l'arme à feu et les émeutes violentes perdent en popularité. Durant les six premiers mois de 2002, le Fatah parvient à dépasser le Hamas en nombre d'attentats : Les Brigades des martyrs d'Al-Aqsa du Fatah exécutent plus d'attentats-suicides que l'ensemble des autres groupes terroristes palestiniens réunis, y compris le Hamas.
Au début de l'intifada, pendant plusieurs semaines, le quartier de Gilo est victime de tirs isolés depuis le village chrétien de Beit Jala, avant que l'armée décide d'intervenir.
Le 9 août 2000, la journaliste Jack Kelly de USA Today, présent sur les lieux de l'attentat de la pizzeria Sbarro de Jérusalem, décrit le déroulement de l'événement : « le souffle a envoyé des fragments de chair humaine jusqu'aux balcons du deuxième étage, un pâté de maisons plus loin. Trois hommes ont été catapultés à neuf mètres. Leurs têtes, arrachées du corps, ont roulé dans la rue couverte de débris de verre. Une femme avait au moins six clous plantés dans le cou. Deux hommes gémissaient. Ses deux jambes étaient arrachées, le sang coulait à flots de son tronc. Une petite fille de trois ans, le visage couvert de verre, errait parmi les corps, appelant sa mère. La mère était morte. Un rabbin trouva une petite main plaquée sur une Subaru blanche en stationnement devant le restaurant ». Le massacre qui cause le plus de victimes est commis par le Hamas le 27 mars 2002 à Netanya, contre une célébration de Pessah organisée pour les personnes sans familles pour célébrer la fête, dont de nombreux survivants de la Shoah. 30 personnes sont tuées et 140 sont blessées.
Le 12 octobre 2000, une foule de Palestiniens envahie le commissariat de police de Ramallah et battent à mort deux réservistes israéliens désarmés. La foule applaudit pendant que l'un des corps est jeté par la fenêtre et lynché par la foule palestinienne. L'une des victimes est incendiée et sa tête est éclatée. Peu de temps après, les deux corps mutilés sont traînés pour être exposé sur la place Al-Manara dans le centre-ville accompagné d'une célébration. L'incident provoque un choc de l'opinion publique israélienne, qui exige de son gouvernement plus de mesures contre le terrorisme palestinien.
Le président américain George W. Bush, exprime en 2001 son irritation à l'approche de Yasser Arafat concernant les attentats palestiniens contre les civils israéliens. Il déclare en réaction a ce qu'il perçoit comme un soutien tacite d'Arafat aux attentats : « Il n'y a pas de bon terroriste ».
Après l'opération Rempart, le nombre d'attaques terroristes contre les civils israéliens diminuent.
De juin 2002 à mai 2003, l'armée met en place un plan pour contrôler le mouvement des Palestiniens et faciliter l'appréhension de terroristes : barrages routiers, monticules de terre, tranchées et blocs de béton. Avec l'augmentation des violences et du terrorisme, les dirigeants israéliens décrivent dorénavant le terrorisme palestinien comme une « menace existentielle ».
Le 26 janvier 2002, Yasser Arafat encourage à la violence sur la chaîne de télévision officielle de l'Autorité palestinienne : « Oui, frères, avec nos âmes et avec notre sang nous te délivreront, ô Palestine. […] Allah est grand ! Gloire à Allah et à son prophète ! Jihad, jihad, jihad, jihad, jihad ! […] Nous ne défendons pas la Palestine en tant que Palestiniens. Nous la défendons plutôt au nom de la nation arabe, au nom de la nation islamique ». En 2002, le Premier ministre israélien Ariel Sharon, rompt ses contacts avec l'Autorité palestinienne face a l'intensification des attentats citant l'adage : « On ne négocie pas avec les terroristes ». Cependant les négociations de paix continueront sous l'égide des États-Unis en 2003. Israël établit des zones tampons avec la Samarie et commence la construction d'une barrière pour mettre un terme au terrorisme. Sa construction est critiquée par les Palestiniens. La barrière permet quant à elle à réduire de 90 % le nombre d'attentats. Israël met également en place des étapes pour le désengagement de la bande de Gaza et dans le nord de la Samarie.

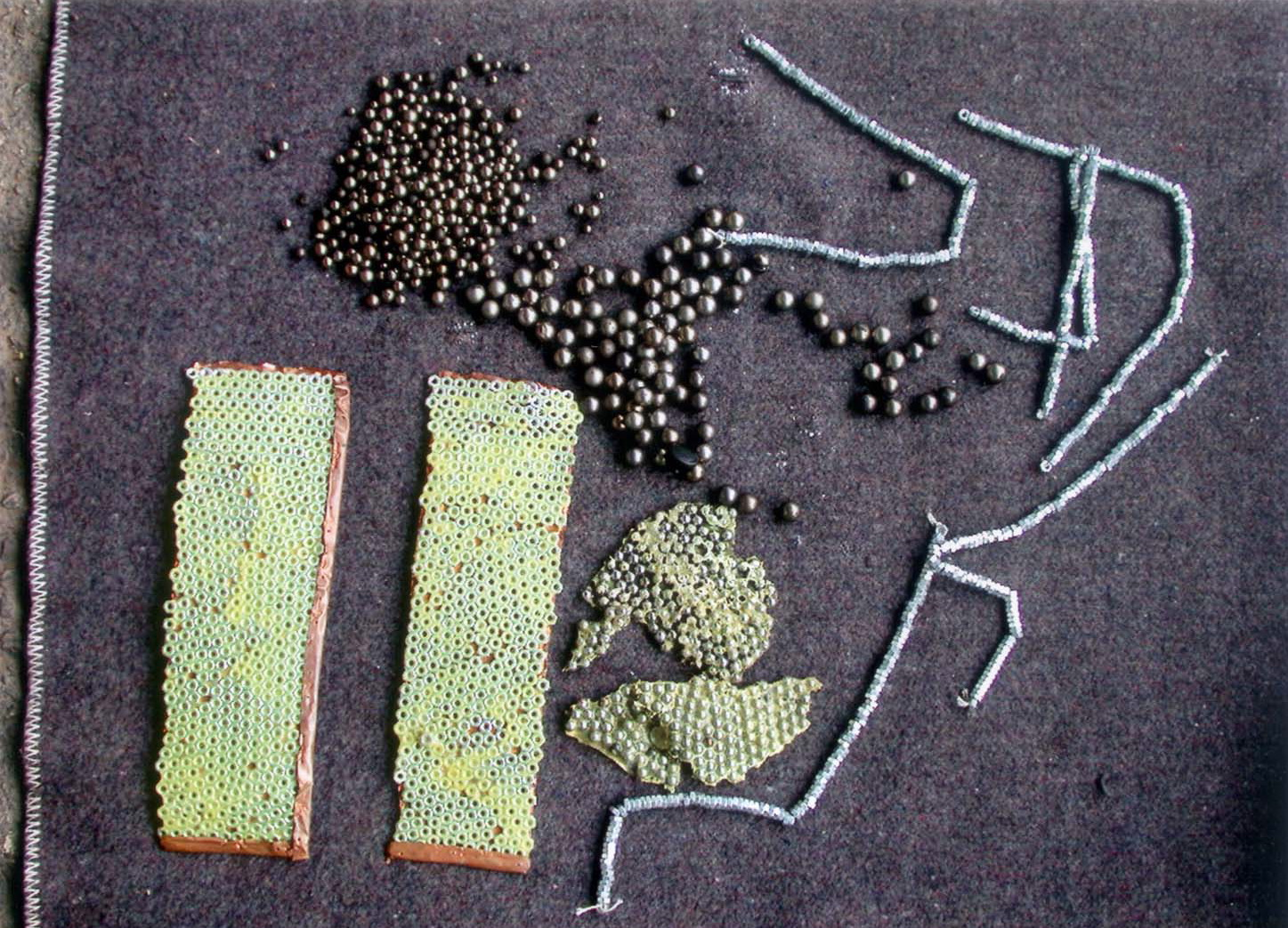
Exemple de shrapnels utilisés dans les attentats à la bombe. Les engins explosifs sont « bourrés de vis, de morceaux de métal coupants » et servent à déchiqueter les corps des victimes avec des pénétrations de plusieurs centimètres.

Novembre 2002 connaît un attentat-suicide, tandis qu'aucun attentat-suicide n'est reporté en décembre et un seul en janvier 2003. 36 attentats-suicides sont contrecarrés par les services de sécurité israéliens. Cette diminution des attentats peut être attribuée à l'arrestation de 150 potentiels kamikazes et l'arrestation de 6 000 suspects d'activités terroristes ou d'affiliation à un groupe identifié comme terroriste par Israël depuis le début de la campagne de violence.
En 2003, 26 attentats-suicides tuent 143 personnes et en 2004 12, tuant 55 personnes. À partir de 2005, ce nombre descend en dessous de 10, 8 en 2005 et 6 en 2006.
Le 20 juin 2003, alors que le secrétaire d'État américain, Colin Powell est à Jérusalem pour avancer la « feuille de route », le Hamas organise une embuscade contre une voiture circulant sur la route 60, tuant un Juif américain et blessant les trois autres passagers américains du véhicule.
Le Jihad islamique utilise également des femmes dans ses attentats-suicides dès 2003, tandis que le Hamas qui rejetait cette option finit par reconnaître la responsabilité dans l'attentat d'une femme terroriste suicidée en janvier 2004.
Israël développe des moyens technologiques de contre-terrorisme. Dès les années 1980, Israël utilise des véhicules téléguidés pour de la surveillance, et en 2004, Israël est le premier pays à utiliser les drones pour éliminer des terroristes.

#### Depuis 2005

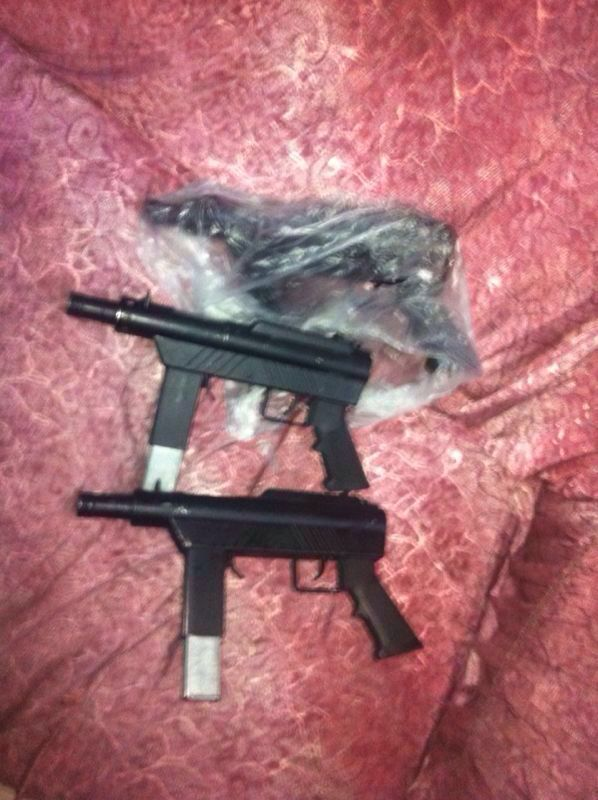
Saisie d'armes improvisées palestiniennes de type « Carlo », utilisées dans des attentats.

En 2005, Israël évacue la bande de Gaza, et à l'issue du conflit entre le Fatah et le Hamas, ce dernier prend contrôle du territoire. Le groupe islamiste Hamas augmente alors ses attaques à la roquette et au mortier contre les civils israéliens. Les villes les plus touchées par les bombardements sont celles à proximité de la bande de Gaza, comme Sdérot, Ashkelon, Netivot et Beer Sheva. Parallèlement, le groupe intensifie ses tentatives d'infiltration en Israël, qui aboutit par exemple à l'enlèvement du soldat Gilad Shalit.
En 2006, les Brigades des Martyrs d'al-Aqsa, la branche armée du Fatah, affirment détenir 20 types d'armes biologiques et chimiques après trois années d'efforts. Le groupe affirme sa volonté de partager ses armes de destruction massive avec les groupes jihadistes de la bande de Gaza, le Hamas et le Jihad islamique. Pour Gary Ackermann et Jermey Tamselt, ces menaces semblent faire partie d'une « guerre psychologique ».
Face aux bombardements, Israël lance une opération militaire en 2009 contre le Hamas, ce qui aurait permis de réduire le nombre d'attaques. Jusqu'à 2010, 32 civils israéliens sont tués et 1396 sont blessés par les bombardements.
À partir des années 2010, la presse israélienne rapporte une augmentation des attaques de « terrorisme populaire » qui font partie de la lutte politique et sont constitués de jets de pierres et de cocktails Molotov, de coups de couteau et dans certains cas tirs d'arme à feu
En 2012, le nombre d'attaques terroristes en Cisjordanie passe de 320 en 2011 à 578.
En 2014, après le meurtre de trois adolescents israéliens par le Hamas, Israël lance une opération pour arrêter les membres de l'organisation en Cisjordanie. En réaction le Hamas bombarde les villes israéliennes, ce qui mène à une guerre entre Israël et les groupes palestiniens de la bande de Gaza. La Cisjordanie connaît une vague d'émeutes et d'attaques palestiniennes comme le massacre de la synagogue de Har Nof.
Le Hamas détient en captivité depuis 2014 et 2015, le Juif israélien d'origine éthiopienne Avera Mengistu et l'Israélien bédouin Hisham al-Sayed, tous deux souffrant de troubles de la santé mentale. Le Hamas détient également les dépouilles de deux soldats israéliens, Oron Shaul et Hadar Goldin, qui nécessitent un enterrement conformément à la loi juive. Israël négocie la libération de Palestiniens condamnés pour terrorisme contre leurs libérations. En 2020, Ismaël Haniyeh confirme les captivités sans divulguer les identités des captifs : « Nous avons quatre prisonniers ». L'ONG Human Rights Watch communique sur la situation des deux otages en mai 2017 et perçoit la capture de civils souffrant de troubles mentaux et n'ayant aucun lien avec les hostilités de « cruel et indéfendable ». L'ONG Honestreporting, déplore le manque de couverture médiatique et d'intérêt humanitaire.

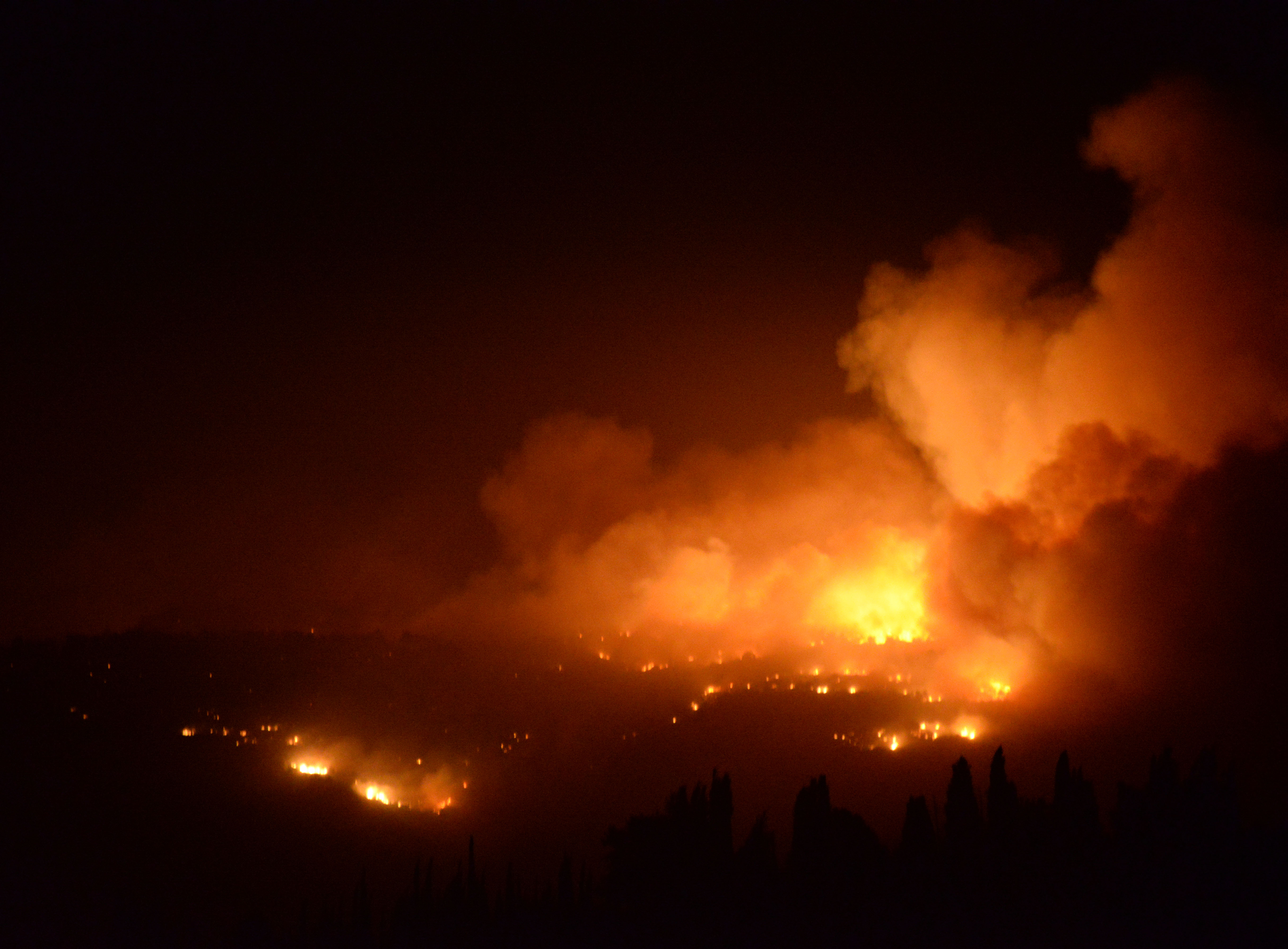
Incendie volontaire près de Jérusalem en novembre 2016

En 2015, les violences des émeutes avec l'armée ou la police israélienne, sont accompagnées d'attaques au couteau et à la voiture bélier, et dès novembre des attaques à l'arme à feu et des attentats-suicides. En mars 2016, la vague de violence diminue et il en résulte 37 Israéliens et 3 ressortissants étrangers tués.

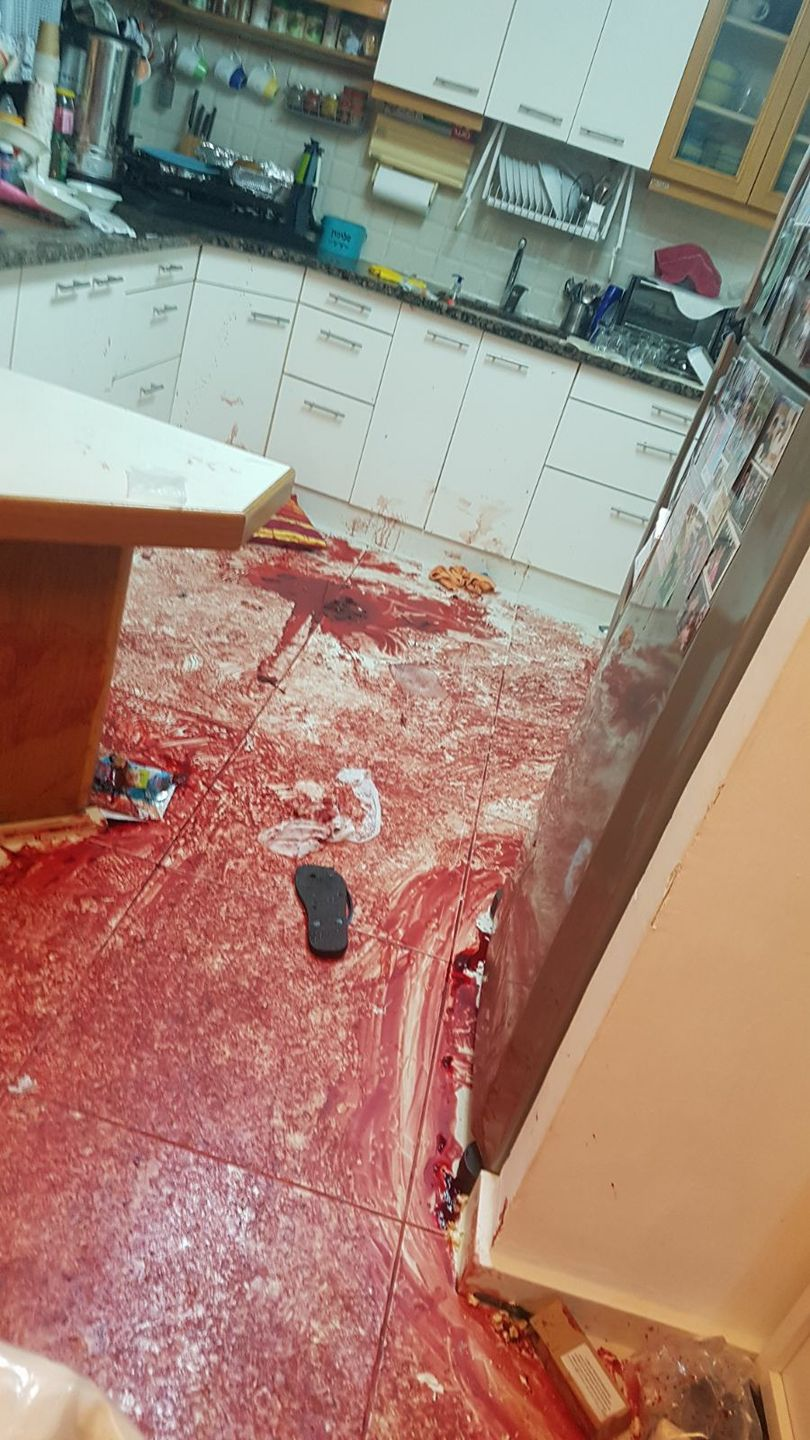
Lieu de l'attentat au couteau contre une famille juive israélienne de Halamish le 21 juillet 2017

Le 18 avril 2016, le Hamas organise un attentat à la bombe dans un bus de Jérusalem et le 8 juin 2016, un attentat à l'arme à feu contre un café de Tel Aviv.

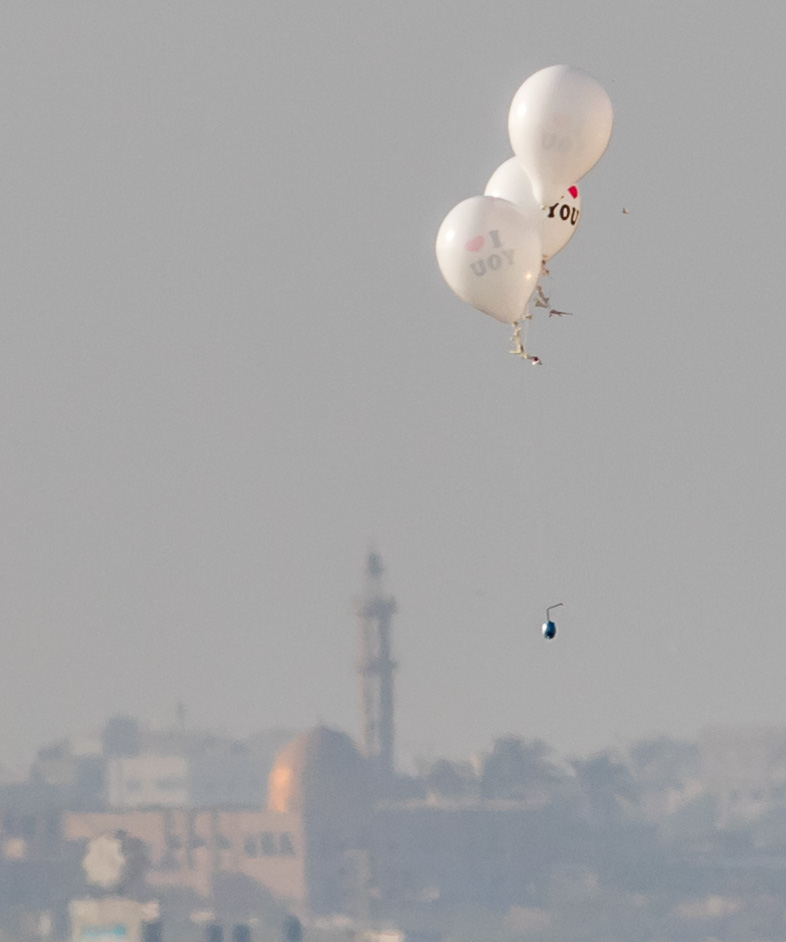
Ballons d'hélium transportant une substance incendiaire, lancés depuis Bureij en 2018.

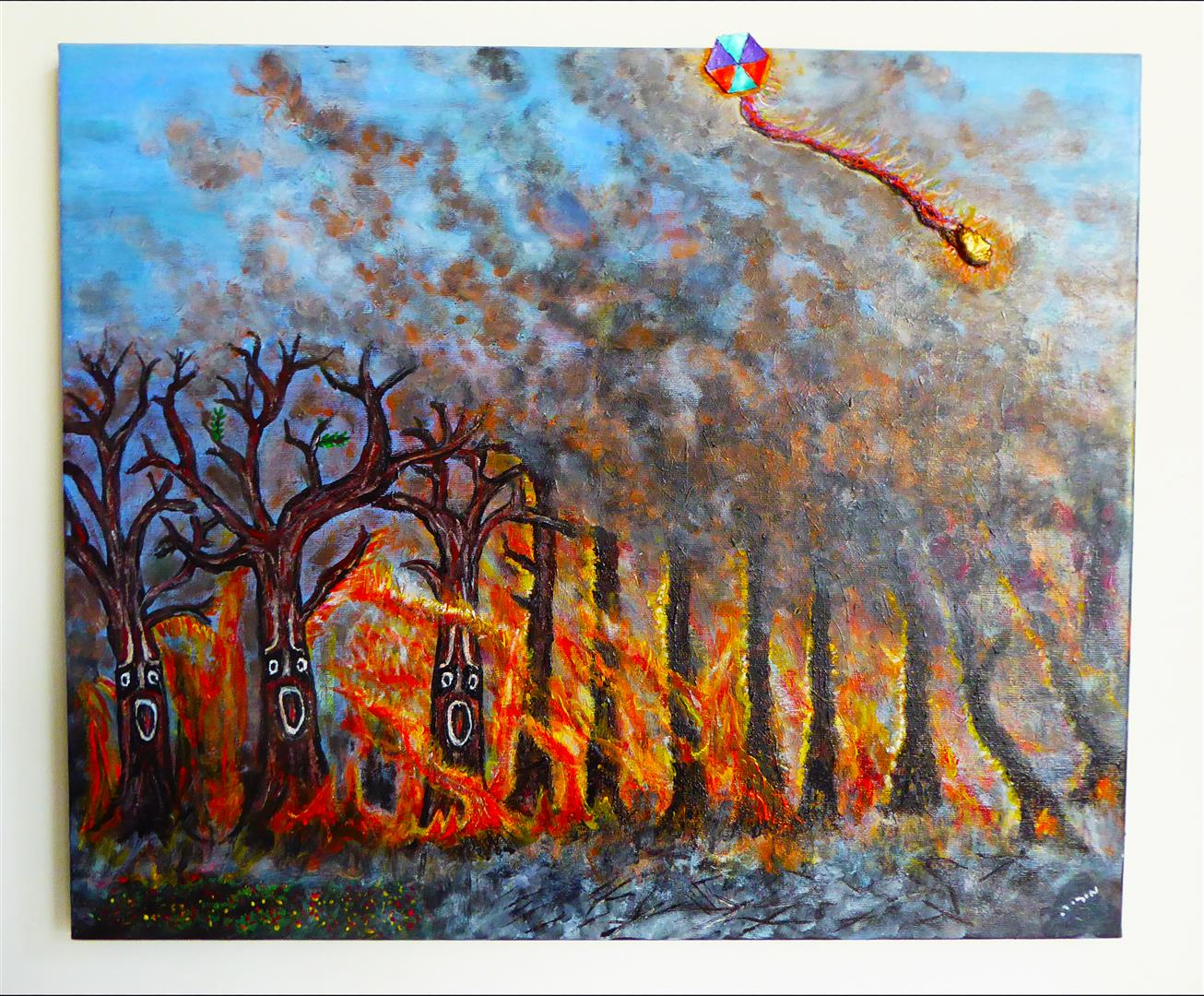
Peinture contre les incendies volontaires

En novembre 2016, des incendies volontaires sont menés contre les forêts israéliennes détruisant entre 20–30 km2 d'espace vert et plus de 575 maisons. Selon l'investigation de la police israélienne plus de 90 % des feux de forêt ont été causés par des actes de terrorisme.
Selon la police israélienne, en 2017, 17 Israéliens meurent à la suite d'attaques terroristes.
Fin mars 2018, le Hamas organise des manifestations et des émeutes contre la clôture militaire d'Israël située le long de la bande de Gaza. Sous le couvert des émeutes, des infiltrations de groupes palestiniens et des tentatives de saboter la clôture sont menées. Par la suite, des cerfs-volants et des ballons incendiaires ainsi que des EEI, sont utilisés pour détruire les champs et les forêts en Israël et les EEI, comme mines antipersonnel de nature improvisée.
En 2019, les principales attaques terroristes sont menées contre des cibles israéliennes en Cisjordanie.

### Violence entre groupes terroristes depuis 1967
La violence entre groupes terroristes est une caractéristique du terrorisme palestinien. Cependant les relations entre ces groupes ne sont pas uniquement caractérisées par de l'affrontement, par exemple le Fatah et le Hamas ont parfois collaboré ensemble (Cordesman, 2006; Croitoru, 2007; Schanzer, 2008).
Au milieu des années 70, certaines factions de l’OLP établissent une étroite collaboration avec des milices chiites, dont la milice libanaise Amal, qui bénéficie de l'entraînement paramilitaire du Fatah,. Cependant, cette milice confrontera l'OLP et ses soutiens lors de la guerre des camps, avec la participation de la Syrie, mais aussi de groupes palestiniens comme le Fatah al-Intifada et As-Saiqa.
De son côté, la milice palestinienne pro-syrienne As-Saiqa participe aux nombreux massacres de Libanais chrétiens avec d'autres groupes palestiniens comme celui de Beit Mallet, Tel Abbas ou celui de Damour. As-Saiqa mène en parallèle, une campagne de violence et d'intimidation contre les groupes pro-irakiens, dont le Front de libération arabe, qu'elle étend progressivement contre les groupes « pro-Arafat », après une rupture de relations avec l'OLP. Edgar O’Ballance décrit les violences inter-palestiniennes comme « spasmodiques ». Notamment en fin décembre 1976, le conflit entre factions palestiniennes prend l'ampleur d'une bataille dans les camps de réfugiés palestiniens, accompagnée des tirs de roquettes et de tirs à la mitrailleuse. Le nombre de victimes de ces violences interpalestiniennes est inconnu du fait qu'elles se sont produites dans le chaos de la guerre civile libanaise. Cependant par exemple, les combats du mois de novembre 1983, du Fatah al-Intifada accompagné par les autres « groupes rejectionnistes » contre l'OLP, causent la mort de 500 personnes et fait 1 500 blessés. En 1983, après la fuite d'Arafat à Tunis, l'organisation Abou Nidal prend contrôle des camps de réfugiés et des bases désertées du Fatah. Cependant de nouvelles violences éclatent l'année suivante avec le retour des militants du Fatah qui reprennent progressivement le contrôle de leurs positions par des affrontements armés. Le nombre de morts dans la violence entre les factions rivales palestiniennes durant cette période, serait de l'ordre de 2 000 morts et des disparus selon une estimation rapportée par Matthew White. Selon une autre estimation, dans le contexte de la guerre civile libanaise, les affrontements inter-palestiniens de 1982 à 1988, font plusieurs milliers de morts.
Abou Nidal s'était séparé de l'OLP en 1974, jugeant Arafat corrompu et trop modéré. L'hostilité de son groupe prend progressivement la forme d'assassinats contre des membres du Fatah et de l'OLP. Cette campagne s'intensifie alors que ces derniers sont engagés dans des négociations de paix avec Israël. Le groupe parvient à affaiblir l'OLP en assassinant des membres clés de l'organisation, notamment le chef de la sécurité de l'OLP, qui est assassiné en janvier 1991. De plus, les États européens comme l'Autriche, l'Italie et l'Allemagne qui entretiennent des relations avec l'OLP sont choisis par l'organisation pour y mener des attentats.
L'organisation palestinienne, Abu Nidal, responsable de la mort de 900 personnes d'après le département d'État des États-Unis, commet des attentats et prise d'otages à travers le monde. En 1978, 600 membres et leurs familles sont tués par l'organisation, correspondant à presque la moitié de l'organisation. Les membres sont parfois arrêtés et torturés jusqu'à des aveux de traîtrise et de manque de loyauté. La majorité des attaques de l'organisation l'ont été contre des cibles palestiniennes et arabes. Au début des années 1990, alors que l'organisation est affaiblie par des conflits au sein même de l'organisation, le Fatah initie une campagne d'assassinats et parvient à définitivement expulser le groupe des camps de réfugiés palestiniens au Liban. En 1992, les bases de l'organisation sont éliminées, avec 150 membres de l'organisation tués selon une estimation d'Alexander (1994).
La compétition entre les groupes palestiniens prend la forme d'une « guerre interpalestinienne », auquel le FPLP-CG participe. Avant 1990, le FPLP-CG essaye d'assassiner les dirigeants de l'OLP dont Arafat, que Jibril décrit comme « un Juif qui travaille pour les services secrets israéliens et a infiltré l'OLP ». Le FPLP-CG considère également le FLP comme des « traîtres » pour s'être séparé de l'organisation, et vise à éliminer son rival. Des centaines de membres des organisations et des civils sont tués. Le 13 août 1978, le conflit entre le FPLP-CG et le FLP escalade, alors qu'une voiture piégée du FPLP-CG démolit le QG du groupe tuant 155 personnes et en blessant 80 (200 morts selon une autre estimation). Un attentat à la bombe spectaculaire. En 1999, le groupe s'en prend également au bureau du FDLP tuant un militant et en blessant plusieurs.
Après la visite d'Anouar el-Sadate en Israël en novembre 1977, les Palestiniens « modérés » qui soutiennent l'initiative de paix sont pris pour cibles par les groupes terroristes radicaux : au moins quatre représentants du Fatah sont assassinés en 1978, dont Saïd Hammami le 4 janvier à Londres. Abd-al Nur Zaho est assassiné le 8 février 1978 et Cheick Hashem Kuzendar en 1979.
Le maire modéré de Naplouse, Zafer al-Masri est assassiné en 1986, ce qui dissuade d'autres Palestiniens à afficher des positions modérées.
Au cours de la première intifada, un millier de Palestiniens sont tués par des Palestiniens, principalement pour des accusations de collaboration avec Israël,. Des Palestiniens sont poignardés, attaqués à la hache, abattus, matraqués et brûlés à l'acide. Des batailles de rue éclatent entre soutiens du Fatah et soutiens du Hamas au début des années 1990. Le Hamas et le Fatah tentent une réconciliation en organisant une rencontre à Amman en avril 1990, sans succès. En septembre des affrontements éclatent après qu'un membre du Fatah interrompt le sermon d'un imam. Le Hamas réagit à la « provocation » et à la suite des violences, un membre du Hamas est tué. D'autres violences éclatent, dont particulièrement en avril 1991 à Naplouse. En juillet 1992, un affrontement violent entre des centaines de membres de chaque groupe laissant huit morts et un affrontement de novembre 1994, laisse 13 morts dans un échange de feu entre soutiens des deux organisations. Durant cette période les violences font plusieurs centaines de victimes. Suivant la loi du talion, des violences sont également commises par des membres du Fatah engagés contre des membres du groupe dissident FDLP-faction ainsi que contre des membres du FPLP. La situation est résolue en 1994, alors que le Fatah livre au FPLP, quelques militants responsables, selon l'organisation.
Durant la seconde Intifada, plus de 714 sont tués par les groupes palestiniens, un phénomène décrit parfois comme l'« Intrafada ». Dans ce climat, Moussa Arafat, cousin de Yasser Arafat est assassiné le 7 septembre 2005 par un groupe rival. La période de violence atteint son paroxysme en 2006. En 2006, l'organisation Fatah entre en conflit avec l'organisation Hamas, et plus de 600 Palestiniens sont tués au cours des affrontements et par des assassinats. Dans les 15 mois qui suivent la prise de la bande de Gaza par le Hamas en 2007, 350 Palestiniens sont tués lors des conflits et 248 sont tués dans d'autres circonstances.
Par la suite, les violences suivent le schéma de représailles de la loi du talion. Le Hamas attaque également des clans et des familles importantes à la suite de disputes, concernant notamment un manque de loyauté à l'organisation. Autre fait marquant, le clan Hillis est attaqué à l'artillerie et l'attaque laisse une dizaine de morts. Des violences éclatent également avec le Jihad islamique pour le contrôle de mosquées, et ainsi gagner en influence sur la population palestinienne.
Des personnes accusées d'être des « collaborateurs » sont régulièrement exécutés par le Hamas. Amnesty international dénonce que le Hamas utilise de la torture, des intimidations, des coups et des blessures volontaires aux genoux contre les victimes suspectées de traîtrise. En 2012, le Hamas fait traîné un corps attaché à une motocyclette, dans les rues de Gaza pour dissuader les Palestiniens de la dissidence.